# Selección de fútbol de Costa Rica
La selección de fútbol de Costa Rica es el equipo representativo de dicho país en las competiciones oficiales. Su organización está a cargo de la Federación Costarricense de Fútbol (FCRF), y compite en la Concacaf. Es la selección más laureada de Centroamérica por tener la mayor cantidad de títulos centroamericanos ganados (ocho de la UNCAF y siete de su precursora, la Copa CCCF).
Costa Rica ha participado en seis Copas del Mundo. En el Mundial de Italia 90, en el que alcanzó la segunda ronda, bajo el mando del seleccionador serbio Bora Milutinović. Un destacable rendimiento en la Copa Mundial de Fútbol de 2002, en la cual compitieron en el grupo C, junto con a Brasil y Turquía. En su tercera participación, en Alemania 2006, ocupó el lugar 31 entre las 32 selecciones, la peor posición desde que asistió por primera vez a un Mundial. Sin embargo, con motivo de su cuarto Mundial, en Brasil 2014, los ticos tuvieron su mejor desempeño, alcanzando los cuartos de final, siendo eliminados por los Países Bajos en la tanda de penaltis, retirándose del Mundial invictos y en la octava posición.
La mejor posición de Costa Rica en la Copa de Oro de la Concacaf ha sido el subcampeonato en el torneo de 2002. Pero previamente ya se había alzado tres veces con el Campeonato Concacaf de Naciones (antecesora de la Copa Oro) en 1963, 1969 y 1989. En la Copa Centroamericana, ha sido campeón ocho veces, subcampeón en cuatro ocasiones y ha ocupado el cuarto lugar dos veces, en catorce torneos disputados hasta el 2017. La selección de Costa Rica ha participado en cinco certámenes de la Copa América, llegando a cuartos de final en las ediciones de 2001 y 2004.
Luego de su participación en el Mundial de Brasil 2014, se posicionó entre las 15 mejores selecciones de fútbol del mundo, ocupando su mejor lugar en la clasificación de la FIFA durante 12 periodos consecutivos desde el 17 de julio del 2014 hasta el 4 de junio del 2015 (casi un año).

## Historia

### De 1921 a 1990
La historia de la selección de fútbol costarricense comienza con ocasión de los Juegos Atléticos del Centenario de la Independencia de Centroamérica en la Ciudad de Guatemala donde, el 14 de septiembre de 1921, Costa Rica derrota a El Salvador con un aplastante 7-0. Cuatro días después, vapulea a Guatemala por 6-0, obteniendo su primera título. En la década de los 30, Costa Rica alcanza tres subcampeonatos al hilo en los Juegos Centroamericanos y del Caribe de 1930, 1935 y 1938. En los años 40, Costa Rica se adjudicó 3 campeonatos de la extinta Copa CCCF en 1941, 1946 y 1948. Bien recordada es la selección del país formada en los años 1950 y que adquirió el sobrenombre de  los chaparritos de oro.
Durante los años 50 y 60, Costa Rica era la segunda selección más fuerte en la región detrás de México, finalizando en segundo lugar en las eliminatorias de 1958, 1962 y 1966. También logró 4 campeonatos de la mencionada Copa CCCF en 1953, 1955, 1960 y 1961 y sobre todo conquistó los Campeonatos de Concacaf de 1963 y 1969. Entre los jugadores más destacados de esos años se encuentran Mario Pérez, Juan Ulloa, Rubén Jiménez, Álex Sánchez, Jaime Grant, Errol Daniels, Leonel Hernández y Edgar Marín.
Sin embargo, en los años setenta y la primera mitad de los ochenta, el equipo tico pasó sin pena ni gloria, ausente de las fases finales de las eliminatorias para el Mundial. Solamente se recuerda la participación de la selección de Costa Rica en los Juegos Olímpicos de Los Ángeles 1984, donde su único triunfo fue 1-0 contra Italia (gol de Enrique Rivers). Y una discreta participación en el Mundial infantil de China 1985.

#### Eliminatorias para Italia 1990
Tras una gran campaña en el Campeonato Concacaf de 1989, Costa Rica obtiene su primer boleto a una fase final de una Copa del Mundo, donde realiza un gran papel al clasificar para la segunda ronda, tras vencer 1-0 a Escocia (con gol de Juan Cayasso) y 2-1 a Suecia (con goles del capitán Roger Flores y de Hernán Medford) en la primera ronda.
Jugó una ronda eliminatoria ante Panamá, para avanzar a la fase de grupos, en el primer juego en el Estadio Alejandro Morera Soto de Alajuela, Costa Rica sufrió ante los panameños y terminó sacando un empate a uno de local con gol de Claudio Jara por Costa Rica. En el segundo juego en el estadio Revolución (actual Rommel Fernández), un gol de Juan Cayasso y otro de Hernán Medford le dieron el triunfo a Costa Rica 2 a 0 y avanzó a la pentagonal final.
Costa Rica inició la pentagonal final con una derrota en el estadio Mateo Flores (actual Doroteo Guamuch Flores) de la Ciudad de Guatemala por 1 a 0. Luego, venció a Guatemala por 2 a 1 en San José con goles conseguidos por Roger Flores y Evaristo Coronado. Luego, venció a los Estados Unidos en San José por 1 a 0 con gol de Gilberto Rhoden. Luego, se venció a Trinidad y Tobago por el mismo marcador en San José con gol de Juan Cayasso. Luego, cayó con Estados Unidos 1 a 0 en San Luis (Misuri), se empató con Trinidad y Tobago 1 a 1 en el estadio Nacional (actual Hasely Crawford) de Puerto España con gol de Evaristo Coronado, se le goleó a El Salvador en el Estadio Cuscatlán de San Salvador por 4 a 2, con goles de Carlos Mario Hidalgo, Juan Cayasso y Leonidas Flores en dos ocasiones. Finalmente, en el último juego de la eliminatoria se le ganó a El Salvador en San José por 1 a 0 con gol de Pastor Fernández. Costa Rica terminó primero en la pentagonal junto con Estados Unidos con once puntos en ocho juegos.

#### Copa del Mundo de Italia 1990
La primera participación de Costa Rica en una fase final de la Copa del Mundo se llevó a cabo en Italia en el año de 1990. Luego de la clasificación y ante la expectativa del papel que iba a desempeñar en seleccionado en su primer campeonato mundial, la Federación Costarricense de Fútbol decidió prescindir de los servicios del entrenador Marvin Rodríguez, que había clasificado a la selección para el Mundial, y contrató al serbio Velibor Bora Milutinovic. Durante el sorteo, Costa Rica quedó en el grupo C, junto con Brasil, Escocia y Suecia.
En el partido debut de Costa Rica en los mundiales y contra todos los pronósticos, la selección nacional derrotó 1-0 a Escocia en el Stadio Luigi Ferraris de Génova. Juan Cayasso se convirtió en el primer anotador de Costa Rica en un mundial mayor tras concretar un pase de taquito de Claudio Jara en el área escocesa, luego de una jugada de Héctor Marchena. En el segundo encuentro en el Stadio delle Alpi, Turín, Costa Rica cayó por la mínima ante el favorito del grupo, Brasil. En el tercer encuentro, nuevamente en Génova, Costa Rica volvió a dar la sorpresa al vencer 2-1 a Suecia, con anotaciones del capitán Róger Flores y Hernán Medford, obteniendo de esta manera cuatro puntos y clasificando para los octavos de final, donde quedaría eliminada en Bari, tras caer 4-1 contra Checoslovaquia, con anotación costarricense de Rónald González. 
La revista France Football nombra el equipo estrella de Italia 90 en su edición especial del mundial n.º 2309, de fecha 10/07/1990 con Walter Zenga como portero. 
La siguiente semana, en su edición n.º 2310 del 17/07/1990, el portero costarricense Luis Gabelo Conejo es designado mejor portero  por cuatro periodistas de la misma revista disconformes con la calidad  de fútbol exhibido por los equipos grandes en dicho mundial.  
Por veinticuatro años, la actuación de Costa Rica en Italia 90 fue la mejor de un seleccionado costarricense en un Mundial, hasta ser superada por la presentación del seleccionado que participó en Brasil 2014.

### De 1991 a 2002
Al ganar la I edición de la Copa UNCAF en 1991, Costa Rica clasificó para la Copa de Oro de la Concacaf 1991 que se celebró en Estados Unidos. Esta competición sustituyó al Campeonato de la Concacaf que duró de 1963 a 1989. En este torneo, Costa Rica logró superar la primera fase e integrar las semifinales, cayendo ante Honduras en esa instancia (0-2). Perdió posteriormente ante México el partido por el 3.er lugar (0-2). En la Copa Oro 1993, también cayó en semifinales ante Estados Unidos (0-1, gol de oro de Cle Kooiman) aunque compartió el 3.er lugar de la justa con Jamaica. Tras no haber podido clasificarse para la Copa de Oro 1996, Costa Rica consiguió el bicampeonato en la Copa UNCAF al ganar las ediciones de 1997 y 1999 lo que le permitió acceder a las Copas Oro de 1998 y 2000 donde fue eliminada en primera fase y cuartos de final, respectivamente. Muy distinto sería el escenario en la Copa de Oro 2002, torneo donde la Sele llegó a la final que perdió ante el local Estados Unidos 0-2.
En la década de los noventa, Costa Rica disputó dos eliminatorias. En la clasificatoria rumbo a EE. UU. 94, no superó la segunda ronda al finalizar en 3.er lugar detrás de México y Honduras, mientras que en la eliminatoria de Francia 98, logró integrar la hexagonal final, aunque se posicionó en 4.º lugar, con 12 puntos, insuficientes para acceder al Mundial.
Copa América 1997
En la Copa América de 1997 realizada en Bolivia, los ticos fueron invitados a participar. Quedaron ubicados en el grupo C, junto con Brasil, Colombia y México. El debut fue con la selección de Brasil, donde cayeron 5 a 0. Luego enfrentaron a Colombia, donde nuevamente sería derrotado por goleada 4-1, el gol de Costa Rica fue anotado por Wright en el minuto 66. Y el tercer partido fue contra México, donde empató 1 a 1, Medford hizo el gol de Costa Rica. En la clasificación final, Costa Rica quedó 10 de 12.
Copa América 2001
Costa Rica fue invitada a participar de la Copa América 2001 realizada en Colombia, quedó encuadrado en el grupo C, junto con Uruguay, Bolivia y Honduras. El debut fue con Honduras, donde ganó 1 a 0 con gol de Wanchope, luego empataría con Uruguay 1 a 1, nuevamente Wanchope haría el gol, y la tercera fecha golearía a Bolivia 4 a 0 —los goles fueron de Wanchope (mins. 45 y 71), Bryce (min. 63) y Fonseca (min. 84)—. Así liderarían el grupo con siete puntos. Ya en los cuartos de final, nuevamente enfrentaría a Uruguay, pero esta vez sería derrotado por 2-1 (Wanchope, min. 52). Con eso quedaria en el puesto 5 en la tabla final, siendo Paulo Wanchope el segundo mejor goleador de ese torneo.

#### Eliminatorias para Corea/Japón 2002
Luego de los sinsabores en las eliminatorias para EE. UU. 1994 y Francia 1998, Costa Rica obtuvo la clasificación para la Copa Mundial de Fútbol de 2002 realizada conjuntamente en Corea del Sur y Japón tras una brillante campaña, donde finalizó en primer lugar, superando a los favoritos del área, México y Estados Unidos. Durante el Mundial tuvo una presentación interesante, al superar a la selección de China 2-0 con goles de Rónald Gómez y Mauricio Wright y empatar con Turquía (tercer lugar en el campeonato) 1-1, gol de Winston Parks. Perdió contra Brasil (campeón del torneo) 2-5 con goles de Paulo Wanchope y Rónald Gómez, siendo el único equipo en anotarle dos goles a Brasil en ese Mundial. Sin embargo, esa derrota la relegó al 3.er lugar del grupo, detrás de Turquía por diferencia de goles. El partido contra Brasil, es recordado como uno de los partidos más emocionantes de la selección costarricense.
Costa Rica inició esta eliminatoria con altibajos, al mando primero del técnico brasileño Gilson Nunes Sequeira y luego con el brasileño nacionalizado costarricense Alexandre Guimaraes. Clasificada directamente para la segunda fase, empezó con una derrota inesperada de visita ante Barbados por 1 a 2 con gol de Alexander Madrigal. Luego, se resarció derrotando a Estados Unidos en el Estadio Ricardo Saprissa por 2 a 1, con goles de Rolando Fonseca y Hernán Medford. Posteriormente, venció a Guatemala en el Estadio Alejandro Morera Soto de Alajuela por 2 a 1, con dos goles de Paulo Wanchope y goleó a Barbados en el Ricardo Saprissa por 3 a 0, con goles de Jafet Soto, Rolando Fonseca y Hernán Medford. Firmó tablas ante los Estados Unidos (0-0), luego, perdió ante Guatemala en Mazatenango por 1 a 2 con gol de Rolando Fonseca. Este resultado obligó a jugar un partido de desempate ante Guatemala en Miami, Florida.

En el citado desempate, Costa Rica sacó una ventaja abrumadora goleando a los chapines por 5 a 2, con dos goles de Rolando Fonseca, uno de Paulo Wanchope, Reynaldo Parks y Jafet Soto.
Ya en la hexagonal final, se inició con un empate agónico ante Honduras en el Ricardo Saprissa 2 a 2, con goles de Rolando Fonseca y Rodrigo Cordero, luego se goleó a Trinidad y Tobago por 3 a 0 en el Morera Soto con dos goles de Paulo Wanchope y uno de Steven Bryce y se perdió ante los Estados Unidos por 1 a 0. El 16 de junio de 2001, Costa Rica se impuso a México en el famoso aztecazo 2 a 1, con goles de Rolando Fonseca y Hernán Medford, siendo la primera vez que los mexicanos pierden en su feudo por eliminatorias. Luego se le ganó a Jamaica 2 a 1 en Alajuela con goles de Luis Marín y Paulo Wanchope, y también a Honduras en Tegucigalpa 3 a 2, con goles de Paulo Wanchope, Rolando Fonseca y Mauricio Solís. Posteriormente, Costa Rica ganó en Puerto España a Trinidad y Tobago por 2 a 0 con dos goles de Rónald Gómez y a Estados Unidos por 2 a 0 en el Ricardo Saprissa con dos goles de Rolando Fonseca y se empató ante México a cero goles en el Saprissa. Finalmente se le ganó a Jamaica en Kingston por 1 a 0 con gol de William Sunsing.
Costa Rica terminó en el primer lugar de esa hexagonal con veintitrés puntos en diez juegos, siendo la mayor cantidad de puntos lograda por una selección en una eliminatoria de Concacaf.

#### Copa del Mundo Corea/Japón 2002
Luego de la brillante clasificación en la eliminatoria de la Concacaf y bajo el mando de Alexander Guimaraes, Costa Rica acudió a su segunda Copa del Mundo en 2002, en la cual quedó encuadrada en el grupo C. En el que se enfrentó al, en ese momento, tetracampeón mundial y favorito Brasil, la selección de Turquía, que volvía a un campeonato mundial luego de cuarenta y ocho años de ausencia, y la debutante China.
En el primer partido, disputado en la localidad coreana de Gwangju, Costa Rica obtuvo la victoria sobre China 2-0, con goles de Mauricio Wright y Rónald Gómez. El segundo partido, en Inchon, Costa Rica y Turquía empataron a un gol, con anotación costarricense de Winston Parks. Finalmente, en un vibrante partido en Suwon, Costa Rica cayó 2-5 contra Brasil, con anotaciones de Paulo Wanchope y Rónald Gómez. La selección costarricense quedó eliminada en la primera fase al quedar empatada a cuatro puntos en el segundo lugar del grupo con Turquía, pero los turcos con mejor diferencia de goles. Vale destacar que los dos clasificados de este grupo formarían posteriormente parte del podio del torneo: Brasil como campeón mundial y Turquía como tercer lugar.

### De 2003 a 2010
Costa Rica alcanzó el tricampeonato en la Copa UNCAF al hacerse con los torneos de 2003, 2005 y 2007, todo un récord en la historia de la competición. La suerte, en cambio, fue distinta en Copa Oro, ya que no pudo reeditar lo hecho en la edición de 2002, siendo eliminada en semifinales en los certámenes de 2003 (0-2 ante el local México) y en cuartos de final en 2005 (2-3 ante Honduras) y 2007 (0-1 t. s. ante México). Tampoco la suerte cambió en la Copa Oro 2009 al caer nuevamente ante México en semifinales, esta vez en la tanda de penaltis (1-1 t. s., 3-5 pen.).

#### Eliminatorias para Alemania 2006
Para la clasificatoria para la Copa Mundial de Fútbol de 2006, Costa Rica tuvo una irregular campaña aunque logró el boleto a la fase final al alcanzar el tercer lugar en la ronda definitoria.
Esta eliminatoria también la inició con altibajos, primero al mando del técnico estadounidense, Steve Sampson, que fue separado después de clasificarse de manera angustiosa ante Cuba en la primera fase, donde se empató en ambos juegos, primero en La Habana 2 a 2, con goles de Douglas Sequeira y Álvaro Saborío, y luego en el segundo juego en el Morera Soto de Alajuela 1 a 1 con gol de Erick Scott. Costa Rica avanzó gracias a la regla del gol de visitante.
El colombiano Jorge Luis Pinto tomó las riendas en la segunda fase que se inició con una dolorosa derrota en Alajuela ante Honduras 2 a 5 con dos goles de Andy Herron. Luego, se perdió de visita ante Guatemala 1 a 2 con gol de Alonso Solís. Se le ganó a Canadá en el Estadio Ricardo Saprissa por 1 a 0, con gol de Paulo Wanchope y a Guatemala en el Saprissa por 5 a 0, con un triplete de Paulo Wanchope, uno de Carlos Hernández y uno de Rolando Fonseca. Posteriormente Costa Rica derrotó a Canadá en Vancouver por 3 a 1, con goles de Paulo Wanchope, William Sunsing y Carlos Hernández y terminó esa ronda empatando a cero goles con Honduras en San Pedro Sula. Costa Rica avanzó a la hexagonal como primero de su grupo.
En la hexagonal final, se inició el camino con una derrota en el Saprissa ante México por 1 a 2 con gol de Paulo Wanchope. Luego, se venció a Panamá en el Saprissa por 2 a 1, con goles de Wayne Wilson y Roy Myrie. El empate cosechado en Puerto España ante Trinidad y Tobago (0-0) condenó a Pinto y propició el retorno de Alexandre Guimaraes cuya segunda era comenzó con derrota ante Estados Unidos de visita por 0 a 3. Luego, se le ganó a Guatemala en el Saprissa 3 a 2, con goles de Carlos Hernández, Rónald Gómez y Paulo Wanchope. Se perdió en el Azteca de Ciudad de México por 0 a 2, se le ganó a Panamá en el Rommel Fernández por 3 a 1, con goles de Álvaro Saborío, Rónald Gómez y Walter Centeno. También se le ganó a Trinidad y Tobago en el Saprissa por 2 a 0 con goles de Walter Centeno y Álvaro Saborío y a Estados Unidos en el Saprissa por 3 a 0, con un gol de Paulo Wanchope y dos goles de Carlos Hernández. Se perdió el último juego en Guatemala por 1 a 3 con gol de Roy Myrie. Costa Rica clasificó como tercero, detrás de Estados Unidos y México.

#### Copa del Mundo de Alemania 2006

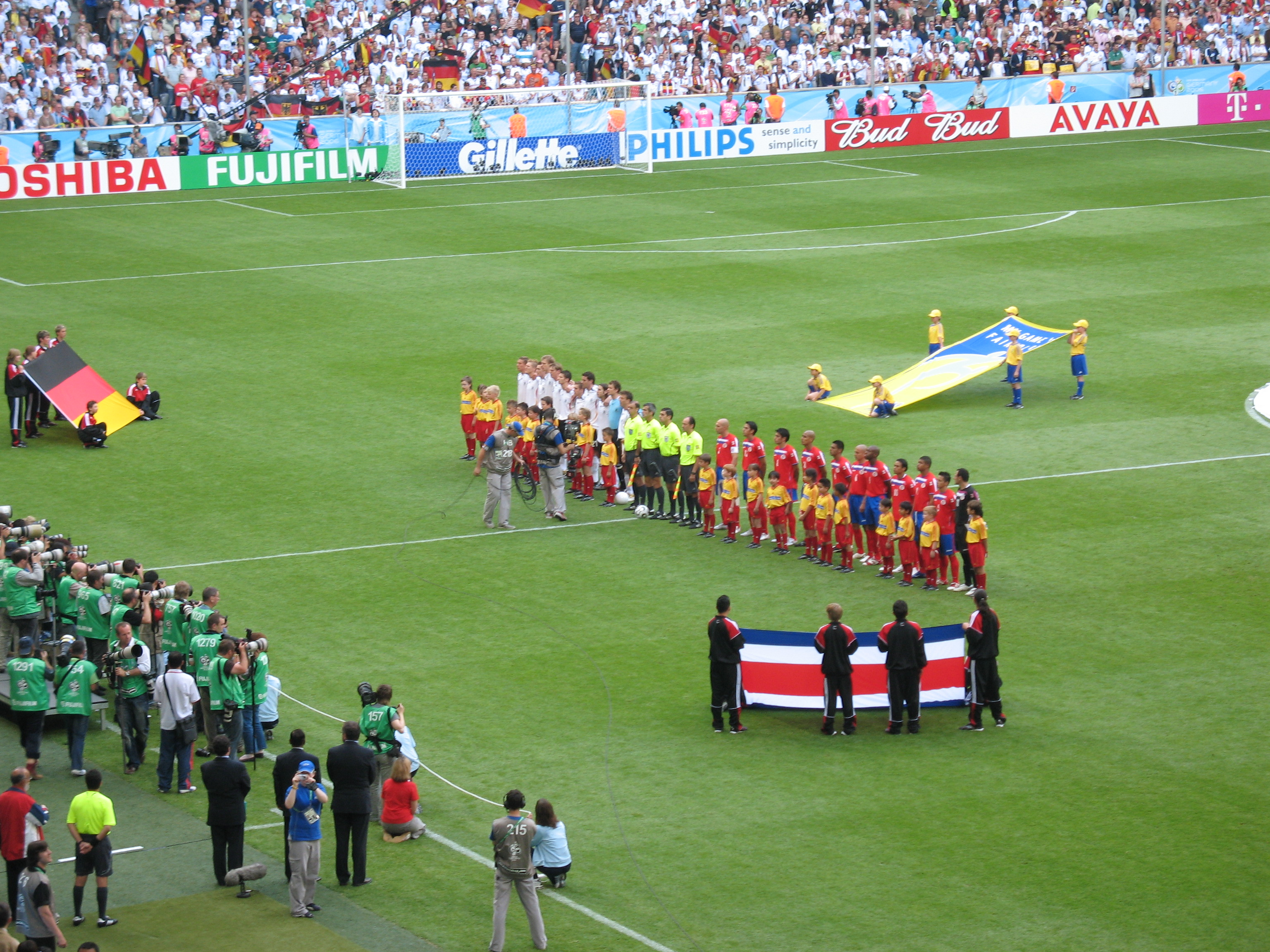
Costa Rica y Alemania en el partido inaugural del Mundial de 2006.

En el sorteo para la Copa Mundial de Fútbol de 2006, disputada en Alemania, la selección nacional de Costa Rica quedó encuadrada en el grupo A, junto con el anfitrión, Alemania, y los equipos de Ecuador y Polonia. Por primera vez en su historia, Costa Rica disputó el partido inaugural de un campeonato mundial al enfrentarse a la selección alemana, el 9 de julio de 2006 en el Estadio de la Copa Mundial en Múnich. Alemania finalmente derrotó a los costarricenses con marcador de 4-2, con goles de Philipp Lahm en el minuto 5; Miroslav Klose (mins. 17 y 60) y Torsten Frings (min. 86). Las anotaciones del lado tico provinieron del internacional Paulo Wanchope en los minutos 12 y 73 del partido.
La participación costarricense en este mundial fue muy modesta: tras la derrota contra Alemania, siguió otra caída ante Ecuador (0-3) y otra más ante Polonia (1-2, anotación costarricense de Rónald Gómez). El equipo dirigido por Alexander Guimaraes ocupó el penúltimo puesto del torneo, superando únicamente a Serbia y Montenegro por la diferencia de goles, con tres derrotas al hilo, en la peor participación de una selección costarricense en un mundial mayor. No obstante, entre lo positivo se destacó que Wanchope y Gómez, con sus anotaciones, se convirtieron en los máximos goleadores de Costa Rica en mundiales mayores, con tres anotaciones cada uno.

#### Eliminatorias para Sudáfrica 2010
En el arranque de la eliminatoria rumbo al Mundial de Sudáfrica 2010, los ticos se enfrentaron a Granada, con la que empataron en la ida 2-2 (2-1) y ganaron en la vuelta por 3-0 (2-0). En la tercera fase, formando parte del grupo 3, ganaron los 6 partidos (ida y vuelta) que disputaron contra las selecciones salvadoreña (1-0 y 3-1), haitiana (3-1 y 2-0) y la surinamesa (7-0 y 4-1).
Tras un buen inicio en la hexagonal final, donde Costa Rica sumó 12 puntos de 15 en las cinco primeras fechas, se desplomó por completo en agosto y septiembre de 2009 al conceder 3 derrotas al hilo ante Honduras (0-4) en San Pedro Sula, 0-3 ante México en San José y sobre todo 0-1 ante El Salvador en el Cuscatlán de San Salvador. Esa situación provocó la salida del técnico Rodrigo Kenton, que fue sustituido por René Simoes. A falta de dos fechas para el final de la eliminatoria, Costa Rica estaba obligada a ganar sus dos últimos partidos esperando que la selección de Honduras perdiera simultáneamente. Y en una primera instancia sucedió así, ya que Honduras perdió en casa 2-3 frente a los Estados Unidos mientras que Costa Rica goleó 4-0 a Trinidad y Tobago, superando a los catrachos en la tabla de posiciones. Sin embargo, aún faltaba ir a los Estados Unidos y Honduras, por su parte, cerraba la eliminatoria en El Salvador. Todo iba bien para los ticos, pues al medio tiempo ganaban 2-0 en Washington D. C. Pero después los estadounidenses descontaron en los minutos 71 y 95, logrando el empate in extremis, mientras que Honduras triunfó 1-0 en el Cuscatlán, mandando a los costarricenses al repechaje con el 5.º de la Conmebol.

En la repesca intercontinental, Costa Rica se enfrentó a la selección de Uruguay. En el partido de ida, en San José, perdieron por 0-1, con un gol del defensa celeste Diego Lugano. En el partido de vuelta, jugado en el Estadio Centenario de Montevideo, merced a un gran esfuerzo, Costa Rica logra empatar con un gol de Centeno en el minuto 73, cuatro minutos después del gol de Sebastián Abreu, resultado insuficiente para alcanzar el Mundial de Sudáfrica.

### De 2010 a 2020
Tras el fracaso en la fase eliminatoria rumbo a la Copa Mundial de Fútbol de 2010, se optó por renovar completamente a la selección, apostando por un proceso a largo plazo con el técnico argentino Ricardo La Volpe, a partir del año 2010, con el propósito de conseguir la clasificación para el Mundial de Brasil 2014, teniendo como base un equipo joven (menores de 25 años) y mayoritariamente del ámbito local. Se realizaron algunos partidos amistosos contra las selecciones de Venezuela, China, Argentina y Nigeria, donde se vio un equipo con altibajos, pero ordenado en la parte defensiva. En un primer tiempo se lograron resultados aceptables como el subcampeonato en la Copa Centroamericana 2011 y los cuartos de final en la Copa de Oro de la Concacaf 2011. En la Copa América 2011, Costa Rica participó con un equipo alternativo sub-23, quedando eliminada en primera ronda, aunque demostró un buen nivel al vencer 2-0 a Bolivia. Sin embargo, la derrota (0-2) y el pobre desempeño mostrado ante Ecuador, en partido amistoso del 10 de agosto de 2011 en San José, tuvo como corolario la renuncia del técnico Ricardo La Volpe.
A partir de septiembre de 2011, el colombiano Jorge Luis Pinto asumió por segunda vez las riendas de la Sele en reemplazo de La Volpe. Bajo su conducción, la selección cosechó buenos resultados en los amistosos, incluyendo un empate contra el campeón mundial España (2-2) en San José y victorias de visitante contra Venezuela y Gales. El año 2013 comenzó de forma auspiciosa para Costa Rica al ganar en San José el torneo de Copa Centroamericana 2013 derrotando a Honduras en la final, cobrándose la revancha de lo acontecido en el 2011. Sin embargo, la Copa de Oro 2013 ha sido menos halagüeña para Costa Rica, al caer eliminada en cuartos de final ante Honduras, por segunda vez consecutiva.

#### Eliminatorias para Brasil 2014
Siempre bajo la batuta de Pinto y clasificada de forma directa para la tercera ronda de las eliminatorias para el Mundial de 2014 en el grupo B, junto con México, El Salvador y Guyana, Costa Rica avanzó de manera satisfactoria a la hexagonal final al cosechar 10 puntos, fruto de tres victorias, ante Guyana (4-0 y 7-0) y El Salvador (1-0 en el Cuscatlán), y un empate 2-2 en San José también ante El Salvador.
En la hexagonal final, la Sele tuvo un buen debut el 6 de febrero de 2013 al rescatar un empate en el Rommel Fernández ante Panamá (2-2) después de ir perdiendo 0-2. La segunda jornada fue menos feliz, ya que la FIFA obligó a los ticos a jugar ante Estados Unidos en Commerce City, bajo condiciones meteorológicas execrables, perdiéndose 0-1. Sin embargo, a partir de marzo, la selección costarricense encadenó resultados exitosos (2-0 ante Jamaica, 1-0 ante Honduras, 2-0 ante Panamá y 3-1 ante Estados Unidos, estos cuatro partidos en San José; y un 0-0 en el Azteca ante México) que la mantuvieron provisionalmente en el 1.er lugar del hexagonal. El 10 de septiembre, obtuvo un empate 1-1 contra Jamaica lo que, conjugado con el resultado de Honduras, le otorgó su boleto al Mundial de Brasil 2014 con dos fechas de antelación. Costa Rica cerró la eliminatoria con una victoria de prestigio 2-1 ante México, el 15 de octubre, en el Estadio Nacional de San José. Así, culminó su actuación en el hexagonal final en el segundo puesto, logrando victorias en los cinco partidos de local, tres empates y dos derrotas.

#### Copa del Mundo de Brasil 2014
Ocho años después, de la mano del entrenador colombiano Jorge Luis Pinto, la selección de Costa Rica se clasificó para su cuarto Mundial como segundo en la hexagonal final de CONCACAF. En el sorteo para determinar los grupos del Mundial de Brasil 2014, integraría el grupo D, bautizado como el «grupo de la muerte», ya que sus rivales serían tres antiguos campeones del mundo: Uruguay, Italia e Inglaterra, siendo estos dos últimos los favoritos del grupo para avanzar a la siguiente fase.

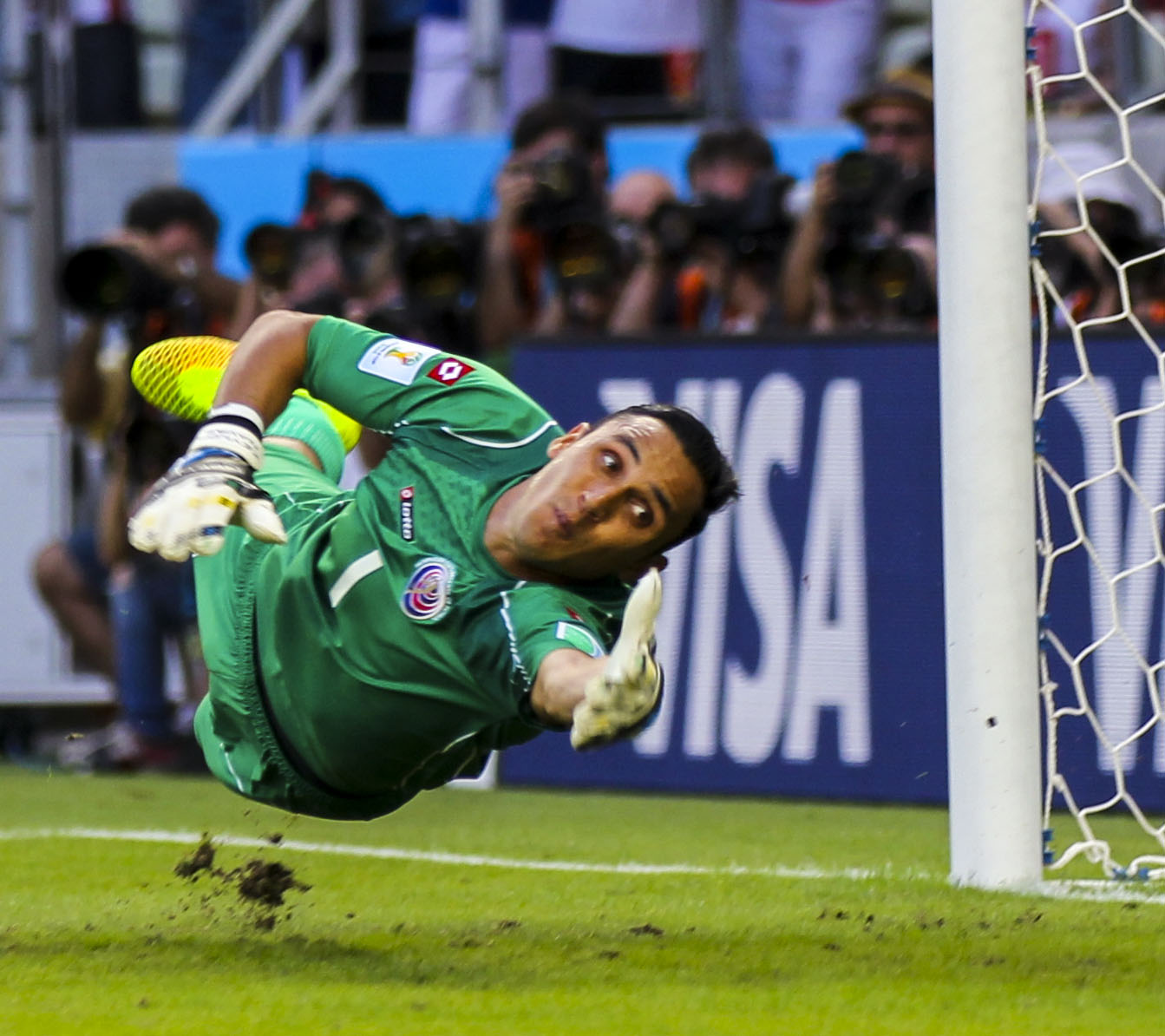
Los costarricenses ganaron el premio al jugador más valioso del partido en los cinco encuentros que disputaron en la Copa Mundial de Brasil. Tres de estos trofeos fueron ganados por su destacado arquero Keylor Navas.

El equipo costarricense se preparó intensamente realizando fogueos contra las selecciones de Japón e Irlanda, perdiendo con los asiáticos por 3-1 y empatando con los europeos 1-1. Esto sembró dudas sobre la participación en Costa Rica, sin embargo, en el partido inaugural del grupo D, contra el equipo de Uruguay, el equipo de Costa Rica logró un histórico 3-1, anotaciones de Campbell, Duarte y Ureña, para una gran remontada en el segundo tiempo. En su segundo partido, aún con el papel de cenicienta del grupo, y gracias a un gran trabajo táctico, el equipo de Costa Rica derrotó a la selección de Italia, por 1-0 (anotación de Bryan Ruiz), clasificándose por segunda ocasión para los octavos de final de una Copa Mundial y, con esta victoria, eliminaba matemáticamente al equipo de Inglaterra. En su último partido del grupo D, se enfrentó a los ingleses, demostrando otro acertado planteamiento táctico, basándose en sus figuras como Campbell, Navas, Borges y Bolaños, logrando un empate 0-0 y, por primera vez, clasificando como líder de su grupo.
El 29 de junio de 2014, Costa Rica se enfrentó a Grecia en octavos de final y tras un empate 1-1 (gol de Ruiz para Costa Rica) obtenido en inferioridad numérica —después de la expulsión de Óscar Duarte—  se clasificó para cuartos de final por primera vez en su historia al superar a su rival en la tanda de penaltis acertando los cinco tiros con una atajada del arquero Navas, postulado al mejor portero del mundial -el Guante de Oro de la FIFA- por sus 21 paradas en cinco partidos.
Finalmente, el 5 de julio de 2014, la selección nacional de fútbol de Costa Rica disputó su quinto partido en el torneo enfrentándose a los Países Bajos. Luego de los 90 minutos reglamentarios y tras la prórroga, el partido concluyó 0-0 y fue necesario recurrir otra vez a la tanda de penaltis, en la cual se impusieron los neerlandeses por 4 a 3. De esta forma, Costa Rica cerró su mejor participación en Copas del Mundo: por primera vez accedió a los cuartos de final, terminó el torneo invicta (en tiempo reglamentario), anotando 5 goles y encajando solamente 2, ocupando el 8.º lugar de la competición, superando la presentación de la Copa del Mundo de Italia 90 (octavos de final).

#### Eliminatorias para Rusia 2018
Tras el exitoso paso de la selección nacional en la Copa Mundial de Fútbol de 2014, se inició el camino rumbo a Rusia 2018 bajo la batuta del entrenador costarricense Óscar Ramírez. La actuación de la selección inició en la cuarta ronda de la eliminatoria Concacaf en los cuadrangulares finales. Fue posicionado en el grupo B, junto con las selecciones de Panamá, Haití y Jamaica. Costa Rica finalizó como primero de grupo: fruto de cinco partidos ganados, uno empatado y ningún encuentro perdido. Lo que significó su clasificación para el hexagonal final. La última etapa de la eliminatoria inició en Puerto España el 11 de noviembre de 2016. Los ticos se enfrentaron ante los trinitenses, cosechando una victoria de 2-0 con goles de Christian Bolaños en el minuto 65 y Ronald Matarrita en el 90 + 2 del encuentro. La segunda fecha fue de casa en San José, el 15 de noviembre de 2016, ante su similar de Estados Unidos, un partido de suma importancia debido a la gran rivalidad y al desastroso resultado de selección costarricense en la Copa América Centenario, donde la selección de los Estados Unidos goleó por 4-0 a la selección nacional. Tras un ambiente de revancha, la selección costarricense ganó el encuentro por 4-0 con anotaciones de Johan Venegas en el minuto 44, Christian Bolaños en el minuto 69 y con doblete de Joel Campbell en los minutos 74 y 78. Una importante victoria para poder estar más cerca de la clasificación.
La fecha 3 fue de visita en México, el 24 de marzo de 2017, donde la selección mexicana se adjudicó el marcador por 2-0 con anotaciones de los mexicanos Hernández en el minuto 8 y Araujo en el 45, siendo esta la primera y única derrota de Costa Rica en la eliminatoria. Luego de la visita a México, la fecha 4 fue de visita en la ciudad de San Pedro Sula, el 28 de marzo de 2017, la selección costarricense logró un sufrido empate (1-1), ante la selección de Honduras, con gol de Kendall Waston en el minuto 68, mientras que para los locales, anotó Lozano en el minuto 34. El 8 de junio de 2017 se llevó a cabo la fecha 5, esta vez en condición local, se recibía a la selección panameña. Luego de un partido trabado, el marcador finalizó empatado (0-0). Este resultado fue histórico, ya que la selección de Costa Rica no había terminado un partido empatado a cero con la selección de Panamá por eliminatoria en San José. Luego del empate ante Panamá, que comenzaba a comprometer la clasificación, llegó la sexta fecha, el 13 de junio de 2017, a un poco más de la mitad del hexagonal. Costa Rica recibió a su similar de Trinidad y Tobago: el partido finalizó 2-1 a favor de los ticos con anotaciones de Francisco Calvo en el minuto 1 del encuentro. La segunda anotación costarricense fue por parte de Bryan Ruiz (min. 44), mientras que para los trinitenses anotó Kevin Molino (min. 35).
El 1 de septiembre de 2017 llegó la séptima fecha, de visita en la ciudad de Harrison, Nueva Jersey. Con una importante cifra de aficionados costarricenses, empezó el encuentro de visita ante los Estados Unidos, donde la selección nacional logró ganar por 2-0 ante los locales con anotaciones de Marco Ureña en los minutos 30 y 82. Este resultado afianzó el camino hacia la clasificación; ya para la octava fecha Costa Rica contaba con catorce puntos acumulados. Este encuentro fue histórico, ya que después de treinta y dos años una selección nacional ganaba en tierra norteamericana. A dos puntos de la clasificación, llegó la octava fecha del hexagonal: Costa Rica, en San José, recibía a la selección mexicana. En el proceso del encuentro, el equipo nacional controló bien el partido, hasta que, en el minuto 41, Cristian Gamboa anota un autogol, que peligraba el invicto que poseía la selección en el Estadio Nacional de 16 partidos sin conocer la derrota. Sin embargo, en el minuto 82, Marco Ureña anotaba el empate (1-1) para el equipo nacional. Dicho resultado amplió el invicto en casa de la selección nacional y ponía a Costa Rica a un punto de clasificar con dos partidos de antelación.
La siguiente fecha estaba programada para el 6 de octubre de 2017, de local ante su similar de Honduras. Dicho encuentro fue programado para el sábado 7 de octubre de 2017 debido a los desastres que generó la tormenta tropical Nate en territorio costarricense. El partido ante Honduras significaba la clasificación como local. El partido fue muy trabado y la selección costarricense no generaba tantas oportunidades de gol. La primera anotación llegó en el minuto 66, de parte del hondureño Eddie Hernández, tal resultado postergaba la clasificación de los ticos, hasta que, en el minuto 90 + 4, Kendall Waston anotaba el empate. Con ello ampliaba el invicto del equipo como local, tras poseer 18 partidos sin perder en San José y, además, sellaba la clasificación para la Copa Mundial de 2018 con un partido de anticipación. Costa Rica cerró su presentación en la eliminatoria el martes, 10 de octubre de 2017, ya clasificado, ante Panamá, en la Ciudad de Panamá, en un encuentro frenético, pues los panameños necesitaban ganar para aspirar a la clasificación para el Mundial con la combinación de otros resultados, mientras que la selección nacional, aunque ya clasificada, necesitaba dar una buena cara de su generación de futbolistas. La primera anotación llegó de parte Johan Venegas en el minuto 37. Sin embargo, el equipo local logró empatar y remontar para que el encuentro culminara por 1-2 a favor de los panameños. Las anotaciones del equipo canalero fueron obra de Blas Pérez (min. 53) y Román Torres (min. 88). Costa Rica finalizó de segundo lugar en el hexagonal con dieciséis puntos.

#### Copa del Mundo de Rusia 2018
El 7 de octubre, Costa Rica se convirtió en la decimotercera selección clasificada para el Mundial y la segunda de Concacaf, lo que representa el quinto Mundial mayor de la selección nacional y el segundo al que clasifica consecutivamente (2014-2018) luego de Corea/Japón 2002 y Alemania 2006.
El primer partido fue contra Serbia. Costa Rica no pareció estar en condiciones de medirse de igual a igual al combinado balcánico, en el que destacó el joven Sergej Milinković-Savić, de veintitrés años y nacido en España, organizador de todo el juego serbio. El único tanto del encuentro lo marcó Aleksandar Kolarov de tiro libre al palo izquierdo en el minuto 56. Un gol que dejó sin reacción a Keylor Navas, de gran actuación en un equipo que intentó hasta el final, incluso encerrando a los serbios en su área en los últimos minutos, pero sin ocasiones claras como para haber aspirado al reparto de puntos..
En su segundo partido, contra Brasil, Costa Rica estuvo nuevamente cerca de conseguir un punto que le mantuviera vivo en el Mundial de Rusia 2018. Cuando todo parecía que iba a ser así, apareció Coutinho en el primer minuto del tiempo de descuento para romper la igualdad; y finalmente, ya sobre el límite del alargue, Douglas Costa puso un pase atrás para que Neymar marcara el segundo y definitivo gol del partido. Una más que meritoria actuación frente a un equipo superior técnicamente, pero que no rebasó en empuje y ganas a los ticos. 
Ya eliminado de la competencia, cerró su participación con un gran partido frente al combinado de Suiza, donde Dzemaili pegó primero en el minuto 31 para los helvéticos, luego, recuperó el tico Kendall Waston en el minuto 56, desequilibró para el conjunto europeo Josip Drmic (min. 88) y finalmente, con tiempo cumplido, Campbell en gran jugada por la derecha provocó un penalti que ejecutó Bryan Ruiz, el balón (con bastante de fortuna) hizo una carambola con el arquero Sommer lo que terminó igualando el encuentro.

### A partir de 2021

#### Eliminatorias para Catar 2022
Las eliminatorias comenzaron el 24 de marzo de 2021 y finalizaron el 30 de marzo de 2022. Por posicionarse en el puesto 46 al momento de iniciar la Clasificación de Concacaf para la Copa Mundial de Fútbol de 2022, Costa Rica, clasificó para el octogonal final directamente (según el modelo de eliminación de Concacaf). En esta disputó catorce partidos contra las  selecciones de México, Canadá, Estados Unidos, Honduras, El Salvador, Panamá y Jamaica, concretando siete victorias, cuatro empates y tres derrotas,  posicionándose en cuarto puesto de la tabla con 25 puntos, derivando a la selección al repechaje.
Se enfrentó el 14 de junio de 2022 a Nueva Zelanda en la repesca por la clasificación para la Copa Mundial de Fútbol de 2022. El partido finalizó 1-0 a favor de Costa Rica con gol de Joel Campbell en el minuto 3 del primer tiempo. Con este resultado, Costa Rica se clasificó para el Mundial de Catar 2022; convirtiéndose este en el sexto para el combinado tico    y el tercero consecutivo (2014, 2018 y 2022).
Copa del Mundo de Catar 2022
Costa Rica con su clasificación logró ubicarse en el grupo E de la Copa Mundial de Fútbol de 2022 junto con España,  Alemania y Japón.
El 23 de noviembre debutó en la cita mundialista contra la selección de España, perdiendo con un doloroso 7-0; este partido también empató en su peor derrota en el fútbol profesional con un partido contra México, que terminó con el resultado de igual marcador en 1975. En su segundo compromiso se enfrentó ante Japón, donde con gol de Keysher Fuller al minuto 81, el partido finalizó con victoria 0-1. En el tercer partido se enfrentó ante la selección de Alemania con remotas opciones de clasificación; después de iniciar el partido con un 1-0 en contra, a los minutos 58 y 70 con goles de Yeltsin Tejeda y Juan Pablo Vargas, respectivamente, el conjunto costarricense daba vuelta el partido y con los resultados que se estaban dando, se metía en octavos; sin embargo Alemania reaccionó y finalizó el partido con la derrota 2-4, siendo la despedida de la Copa Mundial 2022, quedando en la cuarta posición con 3 puntos.

## Instalaciones

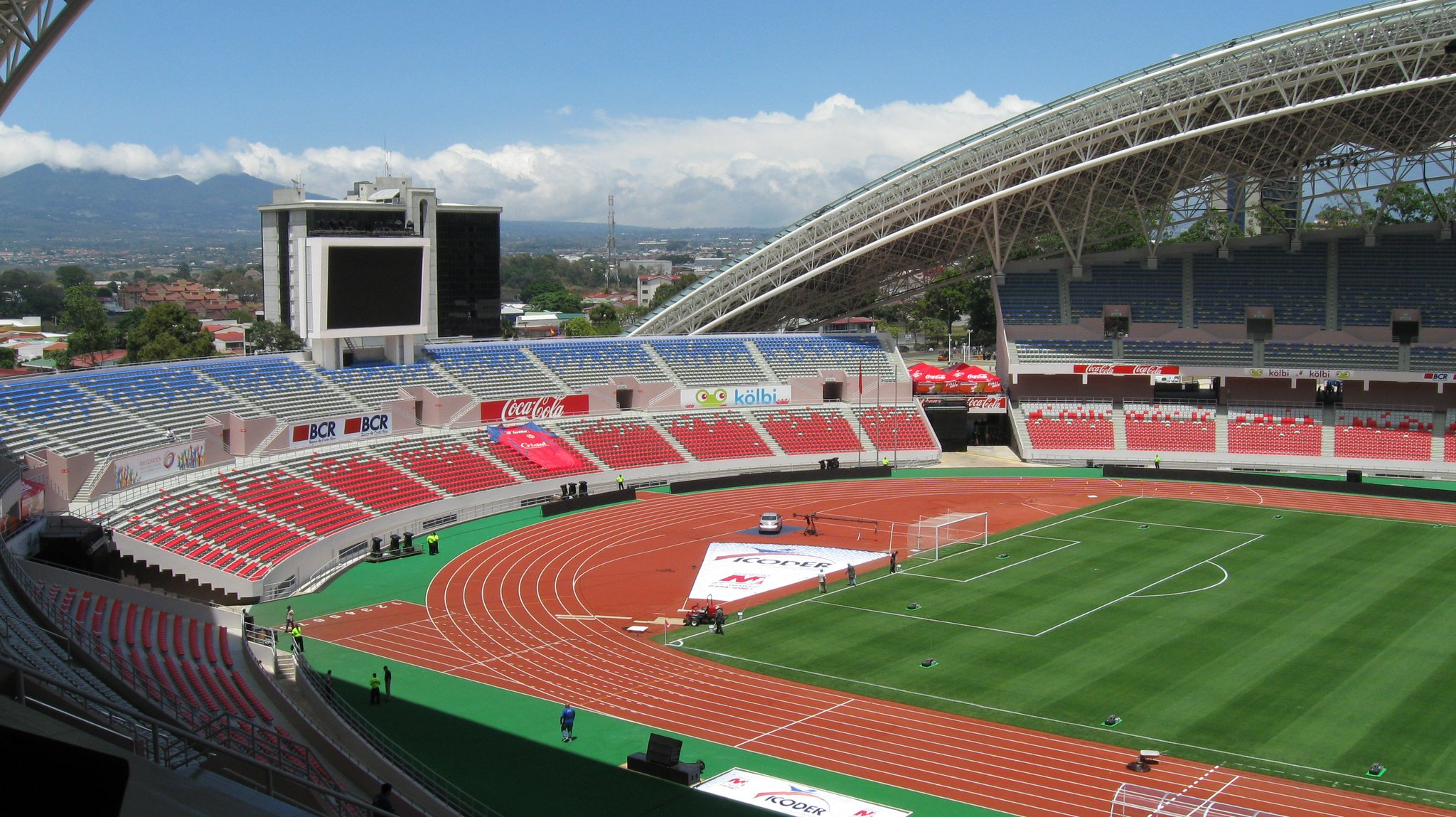

### Estadio Nacional
El Estadio Nacional de Costa Rica es la sede de la selección costarricense, conocido como la "Joya de La Sabana", cuenta con una capacidad para 35 062 espectadores y está ubicado como el tercer estadio con más capacidad de Centroamérica.

### Complejo Deportivo FCRF-Plycem
El Complejo Deportivo FCRF-Plycem, es el centro de alto rendimiento de la tricolor, donde entrena las categorías inferiores de la selección masculina y femenina, además de la utilización de entrenamiento para la tricolor mayor.

## Uniformes
El uniforme tradicional de Costa Rica evoca la bandera nacional, casi siempre ha sido una combinación de camiseta roja con pantaloneta azul, con medias y ribetes de diversos diseños en blanco, azul y rojo, o bien, una combinación del uniforme tradicional con el alternativo, como ocurrió en Italia 90 (camiseta roja con pantaloneta blanca). El primer uniforme oficial fue una camiseta azul con pantaloneta y medias blancas, que volvió a utilizarse como uniforme suplente en 1997. En la mayoría de las ocasiones, el uniforme suplente fue de color blanco con ribetes en blanco, azul y rojo. Entre los uniformes suplentes, destaca el del Mundial de Italia 1990, que era blanco con rayas verticales negras, como homenaje al Club Sport La Libertad, antiguo campeón nacional, y cuyo diseño era similar al del club local de Mondoví, ciudad que albergó a la selección durante la competencia. de ganarse al público local, con el tiempo influyo en futuros diseños para las variantes de visita o tercer uniforme. Sin embargo, el entonces entrenador Bora Milutinovic afirmó que la elección de los colores fue un homenaje al club Partizan Belgrado, del cual es un aficionado. En 2006 se diseñó un uniforme alternativo en azul y blanco como homenaje al Club Sport Cartaginés, decano del fútbol nacional, para utilizarlo en el Mundial de Alemania 2006. Pero la vestimenta no llegó a estrenarse durante la competencia (solo fue utilizada en partidos amistosos).
| Primera equipación | (ver evolución) | Equipación actual |

## Jugadores

### Última convocatoria
Lista de 26 jugadores para las eliminatorias Concacaf 2026 y Copa de Oro de la Concacaf 2025
| 1                 | Keylor Navas            | Portero        | 38 años | 114     | 0  | C. A. Newell's Old Boys   |  |  |
| 18                | Alexandre Lezcano       | Portero        | 23 años | 0       | 0  | A. D. San Carlos          |  |  |
| 23                | Patrick Sequeira        | Portero        | 26 años | 16      | 0  | Casa Pia A. C.            |  |  |
| 2                 | Santiago van der Putten | Defensa        | 20 años | 2       | 0  | L. D. Alajuelense         |  |  |
| 3                 | Jeyland Mitchell        | Defensa        | 20 años | 15      | 1  | Feyenoord                 |  |  |
| 4                 | Juan Pablo Vargas       | Defensa        | 29 años | 30      | 3  | Millonarios F. C.         |  |  |
| 5                 | Fernán Faerron          | Defensa        | 24 años | 5       | 0  | C. S. Herediano           |  |  |
| 6                 | Alexis Gamboa           | Defensa        | 26 años | 7       | 0  | L. D. Alajuelense         |  |  |
| 8                 | Joseph Mora             | Defensa        | 32 años | 14      | 0  | Deportivo Saprissa        |  |  |
| 11                | Ariel Lassiter          | Defensa        | 30 años | 29      | 2  | Portland Timbers          |  |  |
| 15                | Francisco Calvo         | Defensa        | 32 años | 104     | 14 | Hatayspor                 |  |  |
| 22                | Carlos Mora             | Defensa        | 24 años | 10      | 0  | U Craiova C. S.           |  |  |
| 26                | Kenay Myrie             | Defensa        | 18 años | 0       | 0  | Deportivo Saprissa        |  |  |
| 10                | Brandon Aguilera        | Centrocampista | 21 años | 25      | 0  | Rio Ave F. C.             |  |  |
| 13                | Jefferson Brenes        | Centrocampista | 28 años | 20      | 1  | Deportivo Saprissa        |  |  |
| 14                | Orlando Galo            | Centrocampista | 24 años | 20      | 3  | Riga F. C.                |  |  |
| 16                | Alejandro Bran          | Centrocampista | 24 años | 16      | 3  | L. D. Alajuelense         |  |  |
| 24                | Guillermo Villalobos    | Centrocampista | 23 años | 0       | 0  | L. D. Alajuelense         |  |  |
| 25                | Cristopher Núñez        | Centrocampista | 27 años | 11      | 0  | C. S. Cartaginés          |  |  |
| 7                 | Andy Rojas              | Delantero      | 19 años | 7       | 1  | New York Red Bulls II     |  |  |
| 9                 | Manfred Ugalde          | Delantero      | 23 años | 20      | 6  | F. C. Spartak de Moscú    |  |  |
| 12                | Alonso Martínez         | Delantero      | 26 años | 21      | 2  | New York City F. C.       |  |  |
| 17                | Warren Madrigal         | Delantero      | 20 años | 21      | 3  | Valencia Mestalla         |  |  |
| 19                | Kenneth Vargas          | Delantero      | 23 años | 12      | 2  | Heart of Midlothian F. C. |  |  |
| 20                | Josimar Alcócer         | Delantero      | 20 años | 18      | 4  | KVC Westerlo              |  |  |
| 21                | Álvaro Zamora           | Delantero      | 23 años | 18      | 4  | Aris Salónica F. C.       |  |  |
| Bandera de México | Miguel Herrera          | Entrenador     |         | 57 años |    |                           |  |  |

### Cuerpo técnico
| Cuerpo técnico        | Cuerpo técnico             | Cuerpo técnico         | Cuerpo técnico                   |
| --------------------- | -------------------------- | ---------------------- | -------------------------------- |
| Entrenador:           | Miguel Herrera             | Asistentes técnicos:   | Álvaro Galindo Óscar Escobar     |
| Preparadores físicos: | José Rangel Robert Paredes | Entrenador de porteros | Ricardo González                 |
| Médico                | Alejandro Ramírez          | Fisioterapeutas        | Martha Sisfontes Brayner Sánchez |
| Nutricionista         | Alhelí Mateos              | Utileros               | Randall Obando Alberto Mena      |
| Masajista             | Óscar Segura               | Director deportivo     | Ignacio Hierro                   |

## Registros

### Más participaciones en juegos oficiales y no oficiales
Actualizado al 29 de junio de 2025.

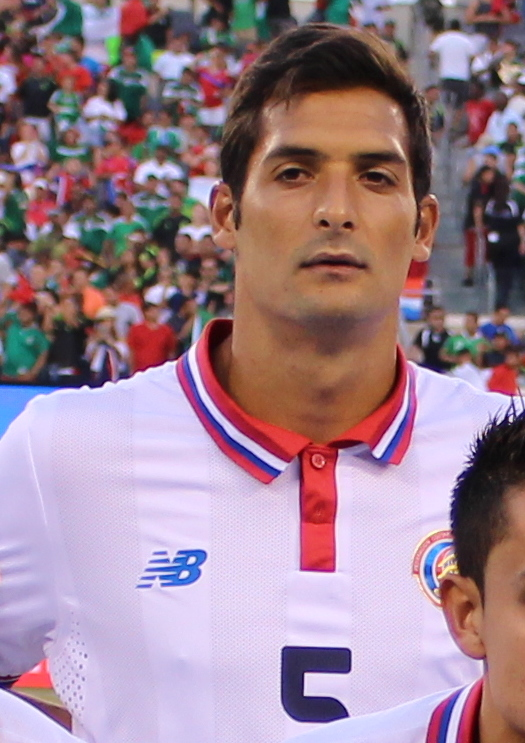
Celso Borges, máximo futbolista costarricense con 163 partidos con la selección

- En cursiva jugadores activos en la selección.
- Con fondo      jugadores activos en alguna liga.

| #   | Jugador         | Periodo       | Partidos | Goles | Promedio |
| --- | --------------- | ------------- | -------- | ----- | -------- |
| 1.  | Celso Borges    | 2008-2023     | 163      | 27    | 0.16     |
| 2.  | Joel Campbell   | 2011-2024     | 148      | 27    | 0.18     |
| 3.  | Bryan Ruiz      | 2005-2022     | 147      | 29    | 0.2      |
| 4.  | Walter Centeno  | 1995-2009     | 137      | 24    | 0.18     |
| 5.  | Luis Marín      | 1993-2009     | 128      | 5     | 0.04     |
| 6.  | Keylor Navas    | 2008-presente | 120      | 0     | 0        |
| 7.  | Rolando Fonseca | 1992-2011     | 113      | 47    | 0.42     |
| 8.  | Álvaro Saborío  | 2002-2021     | 112      | 36    | 0.32     |
| 9.  | Mauricio Solís  | 1993-2006     | 110      | 6     | 0.05     |
| 10. | Francisco Calvo | 2011-presente | 110      | 15    | 0.14     |
| 11. | Michael Umaña   | 2004-2017     | 102      | 1     | 0.01     |
| 12. | Harold Wallace  | 1995-2009     | 101      | 3     | 0.03     |

### Máximos goleadores en juegos oficiales y no oficiales

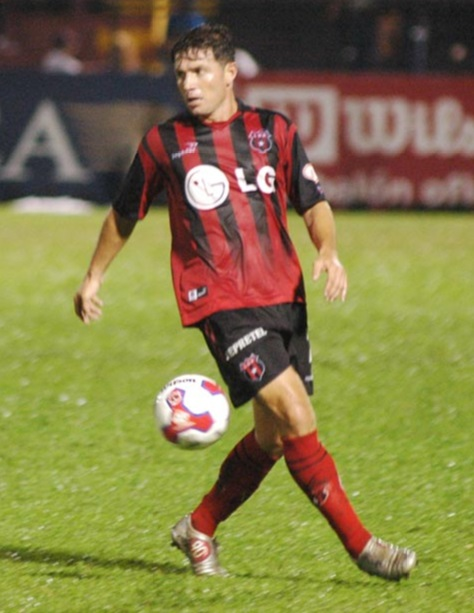
Rolando Fonseca, máximo goleador de la selección con 47 anotaciones

Actualizado al 18 de noviembre de 2024
| #   | Jugador            | Periodo   | Goles | Partidos | Promedio |
| --- | ------------------ | --------- | ----- | -------- | -------- |
| 1.  | Rolando Fonseca    | 1992-2011 | 47    | 113      | 0.42     |
| 2.  | Paulo Wanchope     | 1996-2008 | 45    | 73       | 0.62     |
| 3.  | Álvaro Saborío     | 2002-2021 | 36    | 112      | 0.32     |
| 4.  | Bryan Ruiz         | 2005-2022 | 29    | 147      | 0.2      |
| 5.  | Celso Borges       | 2008-2023 | 27    | 163      | 0.17     |
| 6.  | Joel Campbell      | 2011-2024 | 27    | 148      | 0.18     |
| 7.  | Rónald Gómez       | 1993-2008 | 26    | 97       | 0.27     |
| 8.  | Walter Centeno     | 1995-2009 | 26    | 151      | 0.17     |
| 9.  | Juan Ulloa         | 1955-1961 | 25    | 27       | 0.93     |
| 10. | Jorge "Cuty" Monge | 1955-1961 | 21    | 26       | 0.81     |

### Jugadores con más partidos clase A (reconocidos por la FIFA)
- Actualizado al 29 de junio de 2025.[29]

| #  | Nombre          | Partidos | Periodo       |
| -- | --------------- | -------- | ------------- |
| 1. | Celso Borges    | 158      | 2008-2023     |
| 2. | Bryan Ruiz      | 144      | 2005-2022     |
| 3. | Joel Campbell   | 141      | 2011-2024     |
| 4. | Walter Centeno  | 135      | 1995-2009     |
| 5. | Luis Marín      | 126      | 1993-2009     |
| 6. | Keylor Navas    | 119      | 2008-presente |
| 7. | Rolando Fonseca | 111      | 1992-2011     |
| 8. | Álvaro Saborío  | 110      | 2002-2021     |
| 9. | Mauricio Solís  | 109      | 1993-2006     |
| 10 | Francisco Calvo | 103      | 2011-presente |
| 11 | Michael Umaña   | 102      | 2004-2017     |

### Máximos goleadores en partidos clase A (reconocidos por la FIFA)
- Actualizado al 18 de noviembre de 2024.

| #   | Jugador            | Periodo   | Goles | Partidos | Promedio |
| --- | ------------------ | --------- | ----- | -------- | -------- |
| 1.  | Rolando Fonseca    | 1992-2011 | 46    | 111      | 0.41     |
| 2.  | Paulo Wanchope     | 1996-2008 | 42    | 72       | 0.58     |
| 3.  | Álvaro Saborío     | 2002-2021 | 34    | 110      | 0.31     |
| 4.  | Bryan Ruiz         | 2005-2022 | 29    | 144      | 0.2      |
| 5.  | Rónald Gómez       | 1993-2008 | 28    | 92       | 0.3      |
| 6.  | Joel Campbell      | 2011-2024 | 24    | 141      | 0.17     |
| 7.  | Juan Ulloa         | 1955-1961 | 25    | 27       | 0.93     |
| 8.  | Walter Centeno     | 1995-2009 | 23    | 135      | 0.17     |
| 9.  | Celso Borges       | 2008-2023 | 23    | 158      | 0.15     |
| 10. | Jorge "Cuty" Monge | 1955-1961 | 21    | 26       | 0.81     |

## Entrenadores

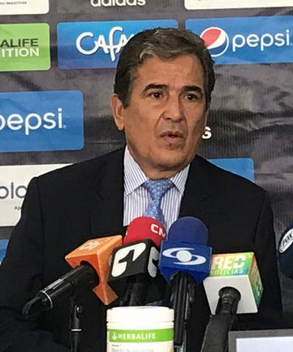
Jorge Luis Pinto, el técnico más exitoso de la sele con 66 partidos dirigidos, 30 ganados y logrando alcanzar los cuartos de final en la Copa Mundial 2014.

### Entrenadores con más partidos dirigidos
| Nombre               | País       | PJ | PG | PE | PP | GF  | GC | Rend   |
| -------------------- | ---------- | -- | -- | -- | -- | --- | -- | ------ |
| Antonio Moyano       | España     | 72 | 28 | 22 | 22 | 81  | 80 | 49.08% |
| Jorge Luis Pinto     | Colombia   | 66 | 30 | 15 | 21 | 99  | 75 | 53.03% |
| Alexandre Guimarães  | Costa Rica | 56 | 24 | 11 | 21 | 81  | 76 | 49.41% |
| Marvin Rodríguez     | Costa Rica | 50 | 24 | 10 | 16 | 76  | 51 | 54.67% |
| Alfredo Piedra       | Costa Rica | 49 | 29 | 10 | 10 | 122 | 59 | 65.98% |
| Óscar Ramírez        | Costa Rica | 47 | 21 | 11 | 15 | 54  | 47 | 52.48% |
| Luis Fernando Suárez | Colombia   | 36 | 17 | 7  | 12 | 41  | 42 | 53.7%  |

### Lista de entrenadores
| Período   | Entrenador                                |
| --------- | ----------------------------------------- |
| 1921      | Eladio Rosabal Cordero                    |
| 1930      | Manuel Rodríguez                          |
| 1935-1938 | Ricardo Saprissa                          |
| 1941      | Alejandro Morera Soto                     |
| 1943      | Jorge Rojas                               |
| 1943      | Alejandro Morera Soto                     |
| 1946      | Hernán Bolaños                            |
| 1946      | Randolph Galloway Hernán Bolaños          |
| 1948      | Hernán Bolaños                            |
| 1950      | Santiago Bonilla                          |
| 1951      | Ismael Quesada                            |
| 1951      | Ricardo Saprissa Luis Cartín Paniagua     |
| 1953      | Otto Bumbel                               |
| 1954-1957 | Alfredo Piedra                            |
| 1960      | Rubén Amorín                              |
| 1960      | Hugo Tassara                              |
| 1961      | Eduardo Toba                              |
| 1961-1963 | Alfredo Piedra                            |
| 1965      | Eduardo Viso Alfredo Piedra Mario Cordero |
| 1967-1968 | Rodolfo Ulloa                             |
| 1968      | Américo Brunner                           |
| 1969      | Rogelio Rojas                             |
| 1969      | Marvin Rodríguez                          |
| 1970      | Eduardo Viso                              |
| 1971      | Marvin Rodríguez                          |
| 1972      | Humberto Maschio                          |

| Período   | Entrenador                      |
| --------- | ------------------------------- |
| 1975      | Marvin Rodríguez                |
| 1975-1976 | José Etchegoyen                 |
| 1976-1978 | Juan José Gámez                 |
| 1979-1980 | Antonio Moyano                  |
| 1980      | Ivan Mraz                       |
| 1983-1984 | Antonio Moyano                  |
| 1984      | Orlando de León                 |
| 1984      | Omar Muraco                     |
| 1984-1985 | Antonio Moyano                  |
| 1985      | Odir Jacques                    |
| 1985      | Álvaro Grant McDonald           |
| 1987-1989 | Gustavo De Simone               |
| 1989      | Antonio Moyano Marvin Rodríguez |
| 1989-1990 | Marvin Rodríguez                |
| 1990      | Bora Milutinović                |
| 1991      | Rolando Villalobos              |
| 1992      | Héctor Núñez                    |
| 1993      | Juan José Gámez                 |
| 1993      | Álvaro Grant McDonald           |
| 1993-1994 | Juan Luis Hernández             |
| 1994      | Antonio Moyano                  |
| 1994-1995 | Toribio Rojas                   |
| 1995      | Juan Blanco                     |
| 1996      | Valdeir Vieira                  |
| 1997      | Horacio Cordero                 |
| 1997      | Juan Luis Hernández             |
| 1998      | Rolando Villalobos              |
| 1998-1999 | Francisco Maturana              |

| Período       | Entrenador                  |
| ------------- | --------------------------- |
| 1999-2000     | Marvin Rodríguez            |
| 2000          | Gilson Nunes                |
| 2001-2002     | Alexandre Guimarães         |
| 2002          | Rodrigo Kenton (Interino)   |
| 2003-2004     | Steve Sampson               |
| 2004-2005     | Jorge Luis Pinto            |
| 2005-2006     | Alexandre Guimarães         |
| 2006          | Carlos Watson (Interino)    |
| 2007-2008     | Hernán Medford              |
| 2008-2009     | Rodrigo Kenton              |
| 2009          | Renê Simões                 |
| 2010          | Ronald González (Interino)  |
| 2010-2011     | Ricardo La Volpe            |
| 2011          | Ronald González (Interino)  |
| 2011-2014     | Jorge Luis Pinto            |
| 2014-2015     | Paulo Wanchope (Interino)   |
| 2015-2018     | Óscar Ramírez               |
| 2018          | Ronald González (Interino)  |
| 2018-2019     | Gustavo Matosas             |
| 2019          | Douglas Sequeira (Interino) |
| 2019-2021     | Ronald González             |
| 2021-2023     | Luis Fernando Suárez        |
| 2023          | Claudio Vivas (Interino)    |
| 2023-2024     | Gustavo Alfaro              |
| 2024          | Claudio Vivas (Interino)    |
| 2025-presente | Miguel Herrera              |

## Partidos

### Últimos y próximos encuentros
| Fecha                   | Ciudad              | Local          |                           | Partido |                                    | Visitante              | Racha | Competición                               |
| ----------------------- | ------------------- | -------------- | ------------------------- | ------- | ---------------------------------- | ---------------------- | ----- | ----------------------------------------- |
| 31 de mayo de 2024      | San José            | Costa Rica     | Bandera de Costa Rica     | 0-0     | Bandera de Uruguay                 | Uruguay                |       | Amistoso                                  |
| 6 de junio de 2024      | San José            | Costa Rica     | Bandera de Costa Rica     | 4-0     | Bandera de San Cristobal y Nieves  | San Cristóbal y Nieves | Sí    | Clasificación Mundial 2026                |
| 9 de junio de 2024      | Saint George        | Granada        | Bandera de Granada        | 0-3     | Bandera de Costa Rica              | Costa Rica             | Sí    | Clasificación Mundial 2026                |
| 24 de junio de 2024     | Inglewood           | Brasil         | Bandera de Brasil         | 0-0     | Bandera de Costa Rica              | Costa Rica             |       | Copa América 2024                         |
| 28 de junio de 2024     | Glendale            | Colombia       | Bandera de Colombia       | 3-0     | Bandera de Costa Rica              | Costa Rica             | No    | Copa América 2024                         |
| 2 de julio de 2024      | Austin              | Costa Rica     | Bandera de Costa Rica     | 2-1     | Bandera de Paraguay                | Paraguay               | Sí    | Copa América 2024                         |
| 5 de septiembre de 2024 | San José            | Costa Rica     | Bandera de Costa Rica     | 3-0     | Bandera de Guadalupe (Francia)     | Guadalupe              | Sí    | Liga de Naciones de la Concacaf 2024-25   |
| 9 de septiembre de 2024 | Ciudad de Guatemala | Guatemala      | Bandera de Guatemala      | 0-0     | Bandera de Costa Rica              | Costa Rica             |       | Liga de Naciones de la Concacaf 2024-25   |
| 11 de octubre de 2024   | Paramaribo          | Surinam        | Bandera de Surinam        | 1-1     | Bandera de Costa Rica              | Costa Rica             |       | Liga de Naciones de la Concacaf 2024-25   |
| 15 de octubre de 2024   | San José            | Costa Rica     | Bandera de Costa Rica     | 3-0     | Bandera de Guatemala               | Guatemala              | Sí    | Liga de Naciones de la Concacaf 2024-25   |
| 14 de noviembre de 2024 | San José            | Costa Rica     | Bandera de Costa Rica     | 0-1     | Bandera de Panamá                  | Panamá                 | No    | Liga de Naciones de la Concacaf 2024-25   |
| 18 de noviembre de 2024 | Ciudad de Panamá    | Panamá         | Bandera de Panamá         | 2-2     | Bandera de Costa Rica              | Costa Rica             |       | Liga de Naciones de la Concacaf 2024-25   |
| 22 de enero de 2025     | Orlando             | Estados Unidos | Bandera de Estados Unidos | 3-0     | Bandera de Costa Rica              | Costa Rica             | No    | Amistoso                                  |
| 21 de marzo de 2025     | Belmopán            | Belice         | Bandera de Belice         | 0-7     | Bandera de Costa Rica              | Costa Rica             | Sí    | Repechaje Copa de Oro de la Concacaf 2025 |
| 25 de marzo de 2025     | San José            | Costa Rica     | Bandera de Costa Rica     | 6-1     | Bandera de Belice                  | Belice                 | Sí    | Repechaje Copa de Oro de la Concacaf 2025 |
| 28 de mayo de 2025      | Sant Joan Despí     | Cataluña       | Bandera de Cataluña       | 2-0     | Bandera de Costa Rica              | Costa Rica             | No    | Amistoso                                  |
| 7 de junio de 2025      | Bridgetown          | Bahamas        | Bandera de Bahamas        | 0-8     | Bandera de Costa Rica              | Costa Rica             | Sí    | Clasificación Mundial 2026                |
| 10 de junio de 2025     | San José            | Costa Rica     | Bandera de Costa Rica     | 2-1     | Bandera de Trinidad y Tobago       | Trinidad y Tobago      | Sí    | Clasificación Mundial 2026                |
| 15 de junio de 2025     | San Diego           | Costa Rica     | Bandera de Costa Rica     | 4-3     | Bandera de Surinam                 | Surinam                | Sí    | Copa Oro 2025                             |
| 18 de junio de 2025     | Arlington           | Costa Rica     | Bandera de Costa Rica     | 2-1     | Bandera de la República Dominicana | República Dominicana   | Sí    | Copa Oro 2025                             |
| 22 de junio de 2025     | Paradise            | México         | Bandera de México         | 0-0     | Bandera de Costa Rica              | Costa Rica             |       | Copa Oro 2025                             |

## Estadísticas
| Competencia                          | PJ  | PG  | PE  | PP  | GF   | GC  | Dif. |
| ------------------------------------ | --- | --- | --- | --- | ---- | --- | ---- |
| Copa Mundial de Fútbol               | 20  | 6   | 5   | 9   | 20   | 35  | -15  |
| Copa América                         | 19  | 6   | 4   | 10  | 20   | 36  | -16  |
| Juegos Olímpicos                     | 6   | 2   | 0   | 5   | 8    | 18  | -10  |
| Copa Centroamericana                 | 56  | 35  | 13  | 8   | 103  | 35  | 68   |
| Copa CCCF                            | 51  | 40  | 4   | 7   | 189  | 56  | 133  |
| Copa Concacaf                        | 21  | 13  | 5   | 3   | 44   | 13  | 31   |
| Copa de Oro de la Concacaf           | 58  | 21  | 15  | 22  | 85   | 68  | 17   |
| Juegos Panamericanos                 | 16  | 7   | 2   | 7   | 24   | 30  | -6   |
| Preolímpicos de Fútbol               | 25  | 14  | 6   | 5   | 32   | 21  | 11   |
| Juegos Centroamericanos y del Caribe | 23  | 20  | 0   | 3   | 106  | 25  | 81   |
| Campeonato Panamericano de Fútbol    | 11  | 3   | 3   | 5   | 15   | 25  | –10  |
| Eliminatorias Copa del Mundo         | 186 | 94  | 46  | 46  | 312  | 179 | 133  |
| Total oficiales                      | 490 | 261 | 103 | 129 | 958  | 541 | 417  |
| Total amistosos                      | 242 | 77  | 72  | 97  | 312  | 303 | 9    |
| Total                                | 732 | 337 | 175 | 225 | 1269 | 837 | +432 |

### Copa Mundial de Fútbol
| Edición      | Resultado        | Posición      | PJ            | PG            | PE            | PP            | GF            | GC            | Dif.          | Goleador                               |
| ------------ | ---------------- | ------------- | ------------- | ------------- | ------------- | ------------- | ------------- | ------------- | ------------- | -------------------------------------- |
| 1930         | No participó     | No participó  | No participó  | No participó  | No participó  | No participó  | No participó  | No participó  | No participó  | No participó                           |
| 1934         | No participó     | No participó  | No participó  | No participó  | No participó  | No participó  | No participó  | No participó  | No participó  | No participó                           |
| 1938         | Se retiró        | Se retiró     | Se retiró     | Se retiró     | Se retiró     | Se retiró     | Se retiró     | Se retiró     | Se retiró     | Se retiró                              |
| 1950         | No participó     | No participó  | No participó  | No participó  | No participó  | No participó  | No participó  | No participó  | No participó  | No participó                           |
| 1954         | No participó     | No participó  | No participó  | No participó  | No participó  | No participó  | No participó  | No participó  | No participó  | No participó                           |
| 1958         | No clasificó     | No clasificó  | No clasificó  | No clasificó  | No clasificó  | No clasificó  | No clasificó  | No clasificó  | No clasificó  | No clasificó                           |
| 1962         | No clasificó     | No clasificó  | No clasificó  | No clasificó  | No clasificó  | No clasificó  | No clasificó  | No clasificó  | No clasificó  | No clasificó                           |
| 1966         | No clasificó     | No clasificó  | No clasificó  | No clasificó  | No clasificó  | No clasificó  | No clasificó  | No clasificó  | No clasificó  | No clasificó                           |
| 1970         | No clasificó     | No clasificó  | No clasificó  | No clasificó  | No clasificó  | No clasificó  | No clasificó  | No clasificó  | No clasificó  | No clasificó                           |
| 1974         | No clasificó     | No clasificó  | No clasificó  | No clasificó  | No clasificó  | No clasificó  | No clasificó  | No clasificó  | No clasificó  | No clasificó                           |
| 1978         | No clasificó     | No clasificó  | No clasificó  | No clasificó  | No clasificó  | No clasificó  | No clasificó  | No clasificó  | No clasificó  | No clasificó                           |
| 1982         | No clasificó     | No clasificó  | No clasificó  | No clasificó  | No clasificó  | No clasificó  | No clasificó  | No clasificó  | No clasificó  | No clasificó                           |
| 1986         | No clasificó     | No clasificó  | No clasificó  | No clasificó  | No clasificó  | No clasificó  | No clasificó  | No clasificó  | No clasificó  | No clasificó                           |
| 1990         | Octavos de final | 13.º          | 4             | 2             | 0             | 2             | 4             | 6             | –2            | Cayasso, Flores, González y Medford: 1 |
| 1994         | No clasificó     | No clasificó  | No clasificó  | No clasificó  | No clasificó  | No clasificó  | No clasificó  | No clasificó  | No clasificó  | No clasificó                           |
| 1998         | No clasificó     | No clasificó  | No clasificó  | No clasificó  | No clasificó  | No clasificó  | No clasificó  | No clasificó  | No clasificó  | No clasificó                           |
| 2002         | Fase de grupos   | 19.º          | 3             | 1             | 1             | 1             | 5             | 6             | -1            | Rónald Gómez: 2                        |
| 2006         | Fase de grupos   | 31.º          | 3             | 0             | 0             | 3             | 3             | 9             | -6            | Paulo Wanchope: 2                      |
| 2010         | No clasificó     | No clasificó  | No clasificó  | No clasificó  | No clasificó  | No clasificó  | No clasificó  | No clasificó  | No clasificó  | No clasificó                           |
| 2014         | Cuartos de final | 8.º           | 5             | 2             | 3             | 0             | 5             | 2             | 3             | Bryan Ruiz: 2                          |
| 2018         | Fase de grupos   | 29.º          | 3             | 0             | 1             | 2             | 2             | 5             | -3            | Kendall Waston: 1                      |
| 2022         | Fase de grupos   | 27.º          | 3             | 1             | 0             | 2             | 3             | 11            | -8            | Fuller, Tejeda y Vargas: 1             |
| 2026         | Por definirse    | Por definirse | Por definirse | Por definirse | Por definirse | Por definirse | Por definirse | Por definirse | Por definirse | Por definirse                          |
| 2030         | Por definirse    | Por definirse | Por definirse | Por definirse | Por definirse | Por definirse | Por definirse | Por definirse | Por definirse | Por definirse                          |
| 2034         | Por definirse    | Por definirse | Por definirse | Por definirse | Por definirse | Por definirse | Por definirse | Por definirse | Por definirse | Por definirse                          |
| Total global | 6/25             | 30.º          | 21            | 6             | 5             | 10            | 22            | 39            | –17           | Gómez, Wanchope: 3                     |

### Clasificación para la Copa Mundial de Fútbol
| Edición      | Resultado    | Posición     | PJ           | PG           | PE           | PP           | GF           | GC           | Dif.         | Goleador                      |              |
| ------------ | ------------ | ------------ | ------------ | ------------ | ------------ | ------------ | ------------ | ------------ | ------------ | ----------------------------- | ------------ |
| 1930         | No participó | No participó | No participó | No participó | No participó | No participó | No participó | No participó | No participó | No participó                  | No participó |
| 1934         | No participó | No participó | No participó | No participó | No participó | No participó | No participó | No participó | No participó | No participó                  | No participó |
| 1938         | Se retiró    | Se retiró    | Se retiró    | Se retiró    | Se retiró    | Se retiró    | Se retiró    | Se retiró    | Se retiró    | Se retiró                     | Se retiró    |
| 1950         | No participó | No participó | No participó | No participó | No participó | No participó | No participó | No participó | No participó | No participó                  | No participó |
| 1954         | No participó | No participó | No participó | No participó | No participó | No participó | No participó | No participó | No participó | No participó                  | No participó |
| 1958         | No clasificó | 2.º          | 6            | 4            | 1            | 1            | 16           | 7            | 9            | Monge, Herrera y Murillo: 3   |              |
| 1962         | No clasificó | 2.º          | 9            | 5            | 1            | 3            | 22           | 14           | 8            | Juan Ulloa: 6                 |              |
| 1966         | No clasificó | 2.º          | 8            | 5            | 2            | 1            | 17           | 3            | 14           | Daniels y Hernández: 4        |              |
| 1970         | No clasificó | 6.º          | 4            | 2            | 1            | 1            | 7            | 3            | 4            | Eduardo Chavarría: 3          |              |
| 1974         | No clasificó | 9.º          | 2            | 0            | 1            | 1            | 4            | 5            | -1           | Elizondo, Paniagua y Sáenz: 1 |              |
| 1978         | No clasificó | 6.º          | 6            | 1            | 4            | 1            | 8            | 6            | 2            | Javier Jiménez: 3             |              |
| 1982         | No clasificó | 8.º          | 8            | 1            | 4            | 3            | 6            | 10           | -4           | Morera y W. Jiménez: 2        |              |
| 1986         | No clasificó | 3.º          | 8            | 2            | 5            | 1            | 10           | 8            | 2            | Johnny Williams: 3            |              |
| 1990         | Clasificado  | 1.º          | 10           | 6            | 2            | 2            | 13           | 7            | 6            | Juan Cayasso: 3               |              |
| 1994         | No clasificó | 7.º          | 8            | 4            | 0            | 4            | 16           | 11           | 5            | Javier Astúa: 4               |              |
| 1998         | No clasificó | 4.º          | 16           | 7            | 3            | 6            | 22           | 17           | 5            | Paulo Wanchope: 6             |              |
| 2002         | Clasificado  | 1.º          | 17           | 11           | 3            | 3            | 31           | 10           | 21           | Rolando Fonseca: 10           |              |
| 2006         | Clasificado  | 3.º          | 18           | 8            | 4            | 6            | 30           | 25           | 5            | Paulo Wanchope: 8             |              |
| 2010         | No clasificó | 4.º          | 22           | 12           | 4            | 6            | 42           | 24           | 18           | Saborío y Ruiz: 6             |              |
| 2014         | Clasificado  | 2.º          | 16           | 8            | 4            | 4            | 27           | 12           | 15           | Álvaro Saborío: 8             |              |
| 2018         | Clasificado  | 2.º          | 16           | 9            | 5            | 2            | 25           | 11           | 14           | Ureña y Bolaños: 4            |              |
| 2022         | Clasificado  | 4.º          | 15           | 8            | 4            | 3            | 14           | 8            | 6            | Joel Campbell: 3              |              |
| 2026         | Por definir  | Por definir  | Por definir  | Por definir  | Por definir  | Por definir  | Por definir  | Por definir  | Por definir  | Por definir                   | Por definir  |
| 2030         | Por definir  | Por definir  | Por definir  | Por definir  | Por definir  | Por definir  | Por definir  | Por definir  | Por definir  | Por definir                   | Por definir  |
| 2034         | Por definir  | Por definir  | Por definir  | Por definir  | Por definir  | Por definir  | Por definir  | Por definir  | Por definir  | Por definir                   | Por definir  |
| Total global | 18/25        | 2.º          | 189          | 93           | 48           | 48           | 310          | 181          | 129          | Paulo Wanchope: 21            |              |

### Juegos Olímpicos
| Edición        | Resultado                                        | PJ                                               | PG                                               | PE                                               | PP                                               | GF                                               | GC                                               | Goleador                                         |
| -------------- | ------------------------------------------------ | ------------------------------------------------ | ------------------------------------------------ | ------------------------------------------------ | ------------------------------------------------ | ------------------------------------------------ | ------------------------------------------------ | ------------------------------------------------ |
| de 1908 a 1976 | No clasificó                                     | No clasificó                                     | No clasificó                                     | No clasificó                                     | No clasificó                                     | No clasificó                                     | No clasificó                                     | No clasificó                                     |
| 1980           | Fase de grupos                                   | 3                                                | 0                                                | 0                                                | 3                                                | 2                                                | 9                                                | White y Arroyo                                   |
| 1984           | Fase de grupos                                   | 3                                                | 1                                                | 0                                                | 2                                                | 2                                                | 7                                                | Rivers y Coronado                                |
| 1988           | No clasificó                                     | No clasificó                                     | No clasificó                                     | No clasificó                                     | No clasificó                                     | No clasificó                                     | No clasificó                                     | No clasificó                                     |
| de 1992 a 2024 | Véase Selección olímpica de fútbol de Costa Rica | Véase Selección olímpica de fútbol de Costa Rica | Véase Selección olímpica de fútbol de Costa Rica | Véase Selección olímpica de fútbol de Costa Rica | Véase Selección olímpica de fútbol de Costa Rica | Véase Selección olímpica de fútbol de Costa Rica | Véase Selección olímpica de fútbol de Costa Rica | Véase Selección olímpica de fútbol de Costa Rica |

### Copa América
| Edición     | Resultado        | Posición     | PJ           | PG           | PE           | PP           | GF           | GC           | Dif.         | Goleador                  |
| ----------- | ---------------- | ------------ | ------------ | ------------ | ------------ | ------------ | ------------ | ------------ | ------------ | ------------------------- |
| 1916 - 1995 | No participó     | No participó | No participó | No participó | No participó | No participó | No participó | No participó | No participó | No participó              |
| 1997        | Fase de grupos   | 10.º         | 3            | 0            | 1            | 2            | 2            | 10           | -8           | Medford y Wright: 1       |
| 1999        | No participó     | No participó | No participó | No participó | No participó | No participó | No participó | No participó | No participó | No participó              |
| 2001        | Cuartos de final | 5.º          | 4            | 2            | 1            | 1            | 7            | 3            | 4            | Paulo Wanchope: 5         |
| 2004        | Cuartos de final | 7.º          | 4            | 1            | 0            | 3            | 3            | 8            | -5           | Herron, Marín y Wright: 1 |
| 2007        | No participó     | No participó | No participó | No participó | No participó | No participó | No participó | No participó | No participó | No participó              |
| 2011        | Fase de grupos   | 9.º          | 3            | 1            | 0            | 2            | 2            | 4            | -2           | Campbell y Martínez: 1    |
| 2015        | No participó     | No participó | No participó | No participó | No participó | No participó | No participó | No participó | No participó | No participó              |
| 2016        | Fase de grupos   | 10.º         | 3            | 1            | 1            | 1            | 3            | 6            | -3           | Borges y Venegas: 1       |
| 2019        | No participó     | No participó | No participó | No participó | No participó | No participó | No participó | No participó | No participó | No participó              |
| 2021        | No participó     | No participó | No participó | No participó | No participó | No participó | No participó | No participó | No participó | No participó              |
| 2024        | Fase de grupos   | 10.º         | 3            | 1            | 1            | 1            | 2            | 4            | -2           | Calvo y Alcócer: 1        |
| Total       | 6/48             | 12.º         | 20           | 6            | 4            | 10           | 19           | 35           | –16          | Paulo Wanchope: 5         |

### Campeonato Panamericano
| Edición | Resultado    | Posición     | PJ           | PG           | PE           | PP           | GF           | GC           | Dif.         | Goleador                |
| ------- | ------------ | ------------ | ------------ | ------------ | ------------ | ------------ | ------------ | ------------ | ------------ | ----------------------- |
| 1952    | No participó | No participó | No participó | No participó | No participó | No participó | No participó | No participó | No participó | No participó            |
| 1956    | Única fase   | 3.º          | 5            | 2            | 1            | 2            | 11           | 15           | -4           | Jorge Monge: 4          |
| 1960    | Única fase   | 4.º          | 6            | 1            | 2            | 3            | 4            | 10           | -6           | Guillermo Valenciano: 2 |
| Total   | 2/3          | 6.º          | 11           | 3            | 3            | 5            | 15           | 25           | -10          | Jorge Monge: 4          |

### Copa Concacaf/Copa Oro
| Edición      | Resultado        | Posición     | PJ           | PG           | PE           | PP           | GF           | GC           | Dif.         | Goleador                                                       |
| ------------ | ---------------- | ------------ | ------------ | ------------ | ------------ | ------------ | ------------ | ------------ | ------------ | -------------------------------------------------------------- |
| 1963         | Campeón          | 1.º          | 6            | 5            | 1            | 0            | 14           | 2            | 12           | Juan González Soto: 4                                          |
| 1965         | Tercer puesto    | 3.º          | 5            | 2            | 2            | 1            | 11           | 4            | 7            | Peña y Hernández: 4                                            |
| 1967         | No participó     | No participó | No participó | No participó | No participó | No participó | No participó | No participó | No participó | No participó                                                   |
| 1969         | Campeón          | 1.º          | 5            | 4            | 1            | 0            | 13           | 2            | 11           | Víctor Ruiz: 4                                                 |
| 1971         | Tercer puesto    | 3.º          | 5            | 2            | 1            | 2            | 6            | 5            | 1            | Roy Sáenz: 3                                                   |
| 1973         | No clasificó     | No clasificó | No clasificó | No clasificó | No clasificó | No clasificó | No clasificó | No clasificó | No clasificó | No clasificó                                                   |
| 1977         | No clasificó     | No clasificó | No clasificó | No clasificó | No clasificó | No clasificó | No clasificó | No clasificó | No clasificó | No clasificó                                                   |
| 1981         | No clasificó     | No clasificó | No clasificó | No clasificó | No clasificó | No clasificó | No clasificó | No clasificó | No clasificó | No clasificó                                                   |
| 1985         | Tercer puesto    | 3.º          | 8            | 2            | 5            | 1            | 10           | 8            | 2            | Johnny Williams: 2                                             |
| 1989         | Campeón          | 1.º          | 8            | 5            | 1            | 2            | 10           | 6            | 4            | Coronado, Cayasso y Flores: 2                                  |
| Total        | 6/10             | 2.º          | 37           | 20           | 11           | 6            | 64           | 27           | 37           |                                                                |
| 1991         | Cuarto lugar     | 4.º          | 5            | 1            | 0            | 4            | 5            | 9            | -4           | Arguedas, Flores, R. Gómez, Jara y Medford: 1                  |
| 1993         | Tercer puesto    | 3.º          | 5            | 1            | 3            | 1            | 6            | 5            | 1            | Juan Cayasso: 3                                                |
| 1996         | No clasificó     | No clasificó | No clasificó | No clasificó | No clasificó | No clasificó | No clasificó | No clasificó | No clasificó | No clasificó                                                   |
| 1998         | Fase de grupos   | 5.º          | 2            | 1            | 0            | 1            | 8            | 4            | 4            | Paulo Wanchope: 4                                              |
| 2000         | Cuartos de final | 8.º          | 3            | 0            | 2            | 1            | 5            | 6            | -1           | Paulo Wanchope: 2                                              |
| 2002         | Subcampeón       | 2.º          | 5            | 3            | 1            | 1            | 8            | 5            | 3            | Fonseca, Wanchope y Gómez: 2                                   |
| 2003         | Cuarto lugar     | 4.º          | 5            | 2            | 0            | 3            | 10           | 8            | 2            | Walter Centeno: 4                                              |
| 2005         | Cuartos de final | 5.º          | 4            | 2            | 1            | 1            | 6            | 4            | 2            | Brenes y Soto: 2                                               |
| 2007         | Cuartos de final | 7.º          | 4            | 1            | 1            | 2            | 3            | 4            | -1           | Walter Centeno: 3                                              |
| 2009         | Semifinales      | 4.º          | 5            | 2            | 2            | 1            | 10           | 6            | 4            | Borges, Saborío y Herron: 2                                    |
| 2011         | Cuartos de final | 6.º          | 4            | 1            | 2            | 1            | 8            | 6            | 2            | Marco Ureña: 3                                                 |
| 2013         | Cuartos de final | 5.º          | 4            | 2            | 0            | 2            | 4            | 2            | 2            | Michael Barrantes: 2                                           |
| 2015         | Cuartos de final | 7.º          | 4            | 0            | 3            | 1            | 3            | 4            | 1            | Miller, D. Ramírez y Ruiz: 1                                   |
| 2017         | Semifinales      | 4.º          | 5            | 3            | 1            | 1            | 6            | 3            | 3            | Ureña, Calvo, Rodríguez, Wallace y Ramírez: 1                  |
| 2019         | Cuartos de final | 5°           | 4            | 2            | 1            | 1            | 8            | 4            | 4            | Elías Aguilar: 4                                               |
| 2021         | Cuartos de final | 5.°          | 4            | 3            | 0            | 1            | 6            | 4            | 2            | Campbell y Borges: 2                                           |
| 2023         | Cuartos de final | 7.°          | 4            | 1            | 1            | 2            | 7            | 8            | -1           | Campos, Suárez, Waston, Vargas, Campbell, Contreras y Calvo: 1 |
| 2025         | Cuartos de final | 7.°          | 4            | 2            | 2            | 0            | 8            | 6            | 2            | Ugalde: 3                                                      |
| Total        | 17/18            | 3.º          | 71           | 27           | 20           | 24           | 111          | 88           | 23           | Walter Centeno: 9                                              |
| Total global | 23/28            | 3.º          | 108          | 47           | 31           | 30           | 175          | 115          | 60           | Walter Centeno: 9                                              |

### Liga de Naciones Concacaf
| Edición | Resultado        | Liga         | PJ           | PG           | PE           | PP           | GF           | GC           | Dif.         | Goleador                               |
| ------- | ---------------- | ------------ | ------------ | ------------ | ------------ | ------------ | ------------ | ------------ | ------------ | -------------------------------------- |
| 2019-20 | Cuarto lugar     | A            | 6            | 1            | 5            | 0            | 6            | 5            | 1            | Francisco Calvo: 3                     |
| 2022-23 | Fase de grupos   | A            | 4            | 2            | 0            | 2            | 4            | 4            | 0            | Campbell, Calvo, Suárez y Contreras: 1 |
| 2023-24 | Cuartos de final | A            | 2            | 0            | 0            | 2            | 1            | 6            | -5           | Francisco Calvo: 1                     |
| 2024-25 | Cuartos de final | A            | 6            | 2            | 3            | 1            | 9            | 4            | 5            | Madrigal y Calvo: 2                    |
| 2026-27 | Próximamente     | Próximamente | Próximamente | Próximamente | Próximamente | Próximamente | Próximamente | Próximamente | Próximamente | Próximamente                           |
| Total   | 4/4              | A            | 18           | 5            | 8            | 5            | 20           | 19           | 1            | Francisco Calvo: 7                     |

### Copa CCCF/Copa Centroamericana
| Edición      | Resultado     | Posición     | PJ           | PG           | PE           | PP           | GF           | GC           | Dif.         | Goleador                    |
| ------------ | ------------- | ------------ | ------------ | ------------ | ------------ | ------------ | ------------ | ------------ | ------------ | --------------------------- |
| 1941         | Campeón       | 1.º          | 4            | 4            | 0            | 0            | 23           | 5            | 18           | Rafael "Fello" Meza: 8      |
| 1943         | Tercer puesto | 3.º          | 6            | 3            | 0            | 3            | 20           | 15           | 5            | Francisco Zeledón: 8        |
| 1946         | Campeón       | 1.º          | 5            | 4            | 0            | 1            | 24           | 6            | 18           | -                           |
| 1948         | Campeón       | 1.º          | 8            | 5            | 1            | 2            | 25           | 11           | 14           | Jaime Meza: 11              |
| 1951         | Subcampeón    | 2.º          | 4            | 2            | 1            | 1            | 13           | 5            | 8            | -                           |
| 1953         | Campeón       | 1.º          | 6            | 6            | 0            | 0            | 19           | 2            | 17           | Fernando Solano: 4          |
| 1955         | Campeón       | 1.º          | 6            | 6            | 0            | 0            | 19           | 4            | 15           | Herrera y Murillo: 4        |
| 1957         | No participó  | No participó | No participó | No participó | No participó | No participó | No participó | No participó | No participó | No participó                |
| 1960         | Campeón       | 1.º          | 5            | 3            | 2            | 0            | 14           | 4            | 10           | Alberto Armijo: 5           |
| 1961         | Campeón       | 1.º          | 7            | 7            | 0            | 0            | 32           | 4            | 28           | Juan Ulloa: 10              |
| Total        | 9/10          | 1.º          | 51           | 40           | 4            | 7            | 189          | 56           | 133          | Juan Ulloa: 13              |
| 1991         | Campeón       | 1.º          | 3            | 3            | 0            | 0            | 10           | 1            | 9            | Claudio Jara: 5             |
| 1993         | Subcampeón    | 2.º          | 3            | 2            | 0            | 1            | 3            | 2            | 1            | Gómez, Guthrie y Fonseca: 1 |
| 1995         | Cuarto lugar  | 4.º          | 4            | 1            | 1            | 2            | 5            | 6            | -1           | Rolando Fonseca: 3          |
| 1997         | Campeón       | 1.º          | 5            | 3            | 2            | 0            | 12           | 3            | 9            | Rolando Fonseca: 4          |
| 1999         | Campeón       | 1.º          | 5            | 3            | 0            | 2            | 13           | 3            | 10           | Rolando Fonseca: 5          |
| 2001         | Subcampeón    | 2.º          | 5            | 2            | 2            | 1            | 8            | 5            | 3            | Rolando Fonseca: 3          |
| 2003         | Campeón       | 1.º          | 5            | 4            | 1            | 0            | 5            | 1            | 4            | Erick Scott: 2              |
| 2005         | Campeón       | 1.º          | 4            | 3            | 1            | 0            | 8            | 2            | 6            | Whayne Wilson: 3            |
| 2007         | Campeón       | 1.º          | 4            | 2            | 1            | 1            | 5            | 2            | 3            | Rolando Fonseca: 3          |
| 2009         | Subcampeón    | 2.º          | 4            | 3            | 1            | 0            | 9            | 1            | 8            | Andy Furtado: 3             |
| 2011         | Subcampeón    | 2.º          | 4            | 1            | 2            | 1            | 6            | 5            | 1            | Marco Ureña: 3              |
| 2013         | Campeón       | 1.º          | 5            | 4            | 1            | 0            | 6            | 1            | 5            | Jairo Arrieta: 2            |
| 2014         | Campeón       | 1.º          | 3            | 2            | 1            | 0            | 7            | 3            | 4            | Borges y Venegas: 2         |
| 2017         | Cuarto lugar  | 4.º          | 5            | 1            | 3            | 1            | 4            | 2            | 2            | José Guillermo Ortiz: 2     |
| Total        | 14/14         | 1.º          | 59           | 34           | 16           | 9            | 101          | 37           | 64           | Rolando Fonseca: 19         |
| Total global | 23/24         | 1.º          | 110          | 74           | 20           | 16           | 290          | 93           | 197          | Rolando Fonseca: 19         |

## Categorías inferiores
Las categorías inferiores de la selección de fútbol de Costa Rica, son el conjunto de selecciones de la Federación Costarricense de Fútbol integradas en su conjunto por jugadores de entre 15 a 23 años, que representan a Costa Rica en los diferentes torneos internacionales agrupados en diferentes categorías de edad y que constituyen los escalafones previos a la selección absoluta.
Las diferentes categorías se establecen por el año de nacimiento de los jugadores y normalmente incluyen a futbolistas nacidos en dos años consecutivos. Tradicionalmente la denominación de la selección se refiere a la edad máxima de los jugadores habiendo así competiciones oficiales desde los sub-15 hasta los sub-23.

### Selección sub-23
La Selección de fútbol sub-23 de Costa Rica de Costa Rica en su historia ha participado en tres Campeonatos Olímpicos de fútbol, obteniendo la clasificación para la segunda ronda en Atenas 2004 como su mejor resultado.

### Selección sub-22
La selección de fútbol de Costa Rica sub-22 es el equipo de fútbol que representa a Costa Rica compuesto por jugadores menores de 22 años. Es la selección que representa al país en los Juegos Panamericanos.

### Selección sub-21
La selección de fútbol de Costa Rica sub-21 es el equipo de fútbol que representa a Costa Rica compuesto por jugadores menores de 21 años. Es la selección que representa al país en los Juegos Centroamericanos y del Caribe.

### Selección sub-20
La Selección de fútbol sub-20 de Costa Rica en su historia ha participado en 9 Copas del Mundo, teniendo como mejor participación la edición de Egipto 2009, la cual llegaron hasta la 4.ª posición.

### Selección sub-17
La selección de fútbol de Costa Rica sub-17 en su historia ha participado en diez Copas del Mundo, teniendo en varias ocasiones la clasificación para la segunda ronda. En el 2015, luego de pasar en segundo lugar de su grupo, se enfrentaría a la selección campeona de Europa, Francia, empatando sin goles y pasando a cuartos de final por primera vez en su historia.

### Selección sub-15
La selección de fútbol de Costa Rica sub-15 es el equipo de fútbol que representa a Costa Rica compuesto por jugadores menores de 15 años.

#### Campeonato Sub-15 de la Concacaf
| Edición | Resultado        | PJ           | PG           | PE           | PP           | GF           | GC           | DF           | Goleador            |
| ------- | ---------------- | ------------ | ------------ | ------------ | ------------ | ------------ | ------------ | ------------ | ------------------- |
| 2013    | No participó     | No participó | No participó | No participó | No participó | No participó | No participó | No participó | No participó        |
| 2017    | Quinto lugar     | 4            | 2            | 0            | 2            | 7            | 8            | -1           | Geancarlo Castro: 2 |
| 2019    | Cuartos de final | 4            | 2            | 1            | 1            | 7            | 5            | 2            | Josimar Alcócer: 3  |
| 2023    | Fase de grupos   | 4            | 2            | 1            | 1            | 5            | 4            | 1            | Kazmir Foster: 2    |
| 2025    | Por definir      |              |              |              |              |              |              |              |                     |
| Total   | 4/5              | 12           | 6            | 2            | 4            | 19           | 17           | 2            | Josimar Alcócer: 3  |

## Otras modalidades

### Selección femenina de fútbol de Costa Rica

Fútbol femenino

La selección femenina de fútbol de Costa Rica, es la sección femenina y es regulado por la Federación Costarricense de Fútbol. Es la selección más laureada de Centroamérica, su principal logro ha sido haber ocupado la segunda posición en el Premundial Femenino Concacaf de 2014, además de ser la primera selección de UNCAF que ha podido asistir a una Copa Mundial Femenina de Fútbol disputando la Copa Mundial de 2015.

### Selección de fútbol sala de Costa Rica

Fútbol sala

La selección de fútbol sala de Costa Rica representa a Costa Rica en competencias internacionales de la disciplina y está controlada por la Federación Costarricense de Fútbol. La tricolor obtuvo como mejor resultado en un mundial el 10.º puesto del año 2000. Además de tres campeonatos de Concacaf el primero en el año 2000 unos años más tarde en el 2012 y el más reciente en el 2016.

### Selección de fútbol playa de Costa Rica

Fútbol playa

La selección de fútbol playa de Costa Rica es el equipo representativo del país en competiciones oficiales. Cuenta con dos participación en la Copa Mundial de Fútbol Playa de FIFA siendo eliminado en fase de grupos tanto en 2009 como en 2015.

## Palmarés

### Títulos oficiales absolutos
| Competición                                       |                                          |            |                  |                        |
| Competición                                       | Títulos                                  | Subtítulos | Tercer lugar     | Cuarto lugar           |
| ------------------------------------------------- | ---------------------------------------- | ---------- | ---------------- | ---------------------- |
| Copa Oro de la Concacaf (desde 1991)              | -                                        | 2002       | 1993             | 1991, 2003, 2009, 2017 |
| Campeonato de Naciones de la Concacaf (1963–1989) | 1963, 1969, 1989                         | -          | 1965, 1971, 1985 | -                      |
| Campeonato Centroamericano y del Caribe           | 1941, 1946, 1948, 1953, 1955, 1960, 1961 | 1951       | 1943             | -                      |
| Campeonato Panamericano de Fútbol                 | -                                        | -          | 1956             | 1960                   |
| Liga de Naciones de la Concacaf                   | -                                        | -          | -                | 2019-20                |
| Total                                             | 10                                       | 2          | 6                | 6                      |

### Títulos de torneos regionales UNCAF
| Competición          |                                                 |                         |              |              |
| Competición          | Títulos                                         | Subtítulos              | Tercer lugar | Cuarto lugar |
| -------------------- | ----------------------------------------------- | ----------------------- | ------------ | ------------ |
| Copa Centroamericana | 1991, 1997, 1999, 2003, 2005, 2007, 2013 y 2014 | 1993, 2001, 2009 y 2011 | -            | 1995 y 2017  |
| Total                | 8                                               | 4                       | -            | 2            |

### Juegos Centroamericanos y del Caribe organizados por la ODECABE
| Competición                          |         |                   |              |              |
| Competición                          | Títulos | Subtítulos        | Tercer lugar | Cuarto lugar |
| ------------------------------------ | ------- | ----------------- | ------------ | ------------ |
| Juegos Centroamericanos y del Caribe | -       | 1930, 1935 y 1938 | –            | –            |
| Total                                | -       | 3                 | -            | -            |

### Torneos amistosos/no oficiales
- Juegos del Centenario de la Independencia de Centroamérica (1): 1921.[40]
- Decena Deportiva: (1): 1941.[41]
- Copa Centroamérica-Independencia (1): 2006.[42]
- Copa Copa Direct TV Independencia (1): 2007.[43][44]
- Copa Antel (1): 2014.[45]

### Selección amateur
- Preolímpicos Concacaf (2): 1980 y 1984.

- Fútbol en los Juegos Panamericanos 
  -  Medalla de plata (1): 1951.

### Selección sub-21
- Juegos Centroamericanos y del Caribe:
  -  Medalla de oro (1): 1993.
  -  Medalla de plata (1): 2023.
  -  Medalla de bronce (4): 1990 (sub-23), 1998, 2002 y 2006.

- Juegos Centroamericanos:
  -  Medalla de oro (1): 1997.
  -  Medalla de plata (3): 1990, 2013 y 2017.
  -  Medalla de bronce (2): 1994 y 2001.

### Selección sub-20
- Campeonato Sub-20 de la Concacaf (2): 1988 y 2009.

### Selección sub-17
- Campeonato Sub-17 de la Concacaf (1): 1994.

### Mejores resultados
- Copa del Mundo: Cuartos de final en 2014.
- Copa América: Cuartos de final en 2001 y 2004.
- Copa de Oro de la Concacaf: Subcampeón en 2002.
- Copa Concacaf: Campeón en 1963, 1969 y 1989.
- Liga de Naciones de la Concacaf: Cuarto lugar en 2019-20.
- Copa Centroamericana: Campeón en 1991, 1997, 1999, 2003, 2005, 2007, 2013 y 2014.
- Copa CCCF: Campeón en 1941, 1946, 1948, 1953, 1955, 1960 y 1961.
- Campeonato Panamericano de Fútbol: Tercer lugar en 1956.
- Juegos Olímpicos: Cuartos de final en 2004.
- Copa Mundial de Fútbol Sub-17: Cuartos de final en 2015.
- Copa Mundial de Fútbol Sub-20: 4.º lugar en 2009.
- Juegos Panamericanos: Subcampeón en 1951.
- Juegos Centroamericanos y del Caribe: Campeón en 1993.
- Juegos Centroamericanos: Campeón en 1997.
- Copa Mundial de Fútbol Sala: Octavos de final en 2016.
- Copa Mundial de Fútbol Playa: Fase de grupos en 2009 y 2015.